# ザ・ドリフターズ
ザ・ドリフターズ（英: The Drifters）は、1956年（昭和31年）に結成された日本の音楽バンドおよびコントグループである。1969年頃まで主にバンドとして、それ以降は主にコントグループとして活動。通称はドリフ。1960年代後期から1980年代前期を全盛期に、TBS系の『8時だョ!全員集合』やフジテレビ系の『ドリフ大爆笑』などのテレビ番組に出演し、国民的人気を誇った。1990年代以降は個人での活動が増えていった。

## 概要
1956年にマウンテンボーイズ（1952年 - 1955年）と東京ウエスタンボーイズが合併して結成されたロカビリーの音楽バンドサンズ・オブ・ドリフターズが前身。井上ひろしとドリフターズの改名を経て、メンバーの大量脱退による解散危機に見舞われ、
新メンバーを拡充後、桜井輝夫とドリフターズに改名してロックンロールからコミックバンドへと転向していく。碇矢長一とザ・ドリフターズの改名を経て、再びメンバーの大量脱退による解散危機に見舞われ、新メンバーを拡充後、1964年9月、ザ・ドリフターズ（別名いかりや長介とザ・ドリフターズ）に改名してコントグループへと転向していった。
一般的には、この1964年をザ・ドリフターズの結成年としている。
ハナ肇とクレージーキャッツ（1955年 - 2023年）の後輩。

### 所属事務所
いかりや長介がリーダーに就任した当時は前リーダーの桜井輝夫が個人オーナーとしてメンバーの面倒をみる形をとっていたが、元メンバーの小野ヤスシら4人がドンキーカルテットを結成して脱退、代わって荒井注・高木ブー・石川サダオが加入して既存のメンバーのいかりや、加藤、小山威、臨時雇いながらもメンバーであった綱木文夫も含めた7人体制になった後、石川、小山が抜け、最後に仲本工事が加入しメンバーとして残った綱木を含めた6人体制の新生ドリフに切り替わった。
間もなく綱木が脱退したものの、この時は代替のメンバーを募集せずに5人構成に減らしたが、活動が安定すると桜井輝夫はザ・ドリフターズの将来を見越してすべての権利を渡辺プロダクションに譲り渡した。1974年に荒井が脱退して、志村けんが後任メンバーに加入。1979年より当時のマネージャーだった井澤健（後述）が全額出資で立ち上げた「イザワオフィス」にいしだあゆみらとともに移籍した。
過去に所属していたレコード会社は東芝音楽工業（→東芝EMI→EMIミュージック・ジャパン→現名称：ユニバーサル ミュージック合同会社）で、デビュー当初より在籍していた。なお、東芝音楽工業在籍中「ドリフのツーレロ節」のみ、当時渡辺プロが出資していたワーナー・ブラザース・パイオニア（→ワーナー・パイオニア→現名称：ワーナーミュージック・ジャパン）から出ている。また、「ドリフの早口ことば」及びドリフメンバーが歌唱に参加していない『全員集合』使用曲「『ヒゲ』のテーマ」「ドリフのわんダードッグ」は、渡辺プロの関連企業だったサウンズ・マーケッティング・システムから発売された。

### メンバー構成
前期バンド時代のメンバーは、当時のバンド移籍文化もあり、移り変わりが激しかった。
初期のメンバーには、坂本九や小野ヤスシらがいたが、このうち小野は新リーダーになったいかりやに反発してジャイアント吉田（元催眠カウンセラーの吉田かずお）らとともに4人で脱退し、ドンキーカルテットを結成した。その時、残ったのはいかりやと加藤と小山、綱木の4人だった。
その後、新生ドリフになってからは、1965年初頭の小山、新メンバー石川の脱退、その後に前述の綱木の脱退こそあったものの、それ以降はメンバーはほぼ固定され、常時5人の構成が取られるようになった。ただし、荒井注の活動休止宣言（実質的な脱退宣言）の際には志村けんが正式見習いとして加入し、一時的に6人構成となった。また、いかりやの著書では、すわしんじ（現：すわ親治）の活躍ぶりにより、正メンバーではないが彼を6人目のメンバーと見なしている。他に付き人は大勢在籍していたが、メンバーとして紹介されることはない。なお、いかりや没後には新メンバーを加入させず、4人構成となり、志村が他界した2020年3月以降は、加藤・高木・仲本の3人構成となり、2022年10月に仲本工事が他界してからは加藤・高木の2人構成となる。
いかりやの著書によれば、いかりやは志村、すわと若い世代が加わったこともあり「世代交代というか、若手で構成するドリフの二軍というかそういうものを作っていかなければならないと思うようになった。(中略)何十年後のドリフは、メンバーがすっかり入れ替わってもいい」と志村に若い世代のリーダーとして仕切ってくれることを頼んだこともあったという。

### 芸名の由来
新生ドリフ初期メンバーの名付け親は、当時の所属事務所・渡辺プロダクションの先輩格でドリフのメンバー達にとって憧れの存在だった「クレージーキャッツ」のリーダー・ハナ肇。
なお、後に加入した志村は自分の父親の名前「憲司」から取って「けん」と芸名を決め、すわの芸名はいかりやにより名付けられた（各人の芸名の由来は各人の項参照）。
こうした経緯から、クレージーキャッツをドリフターズの師匠格とするような記述もあるが、個人やグループを問わず、特に芸について指導を受けたわけではないのでこれは正確ではない。

### ミュージシャンとしてのドリフ

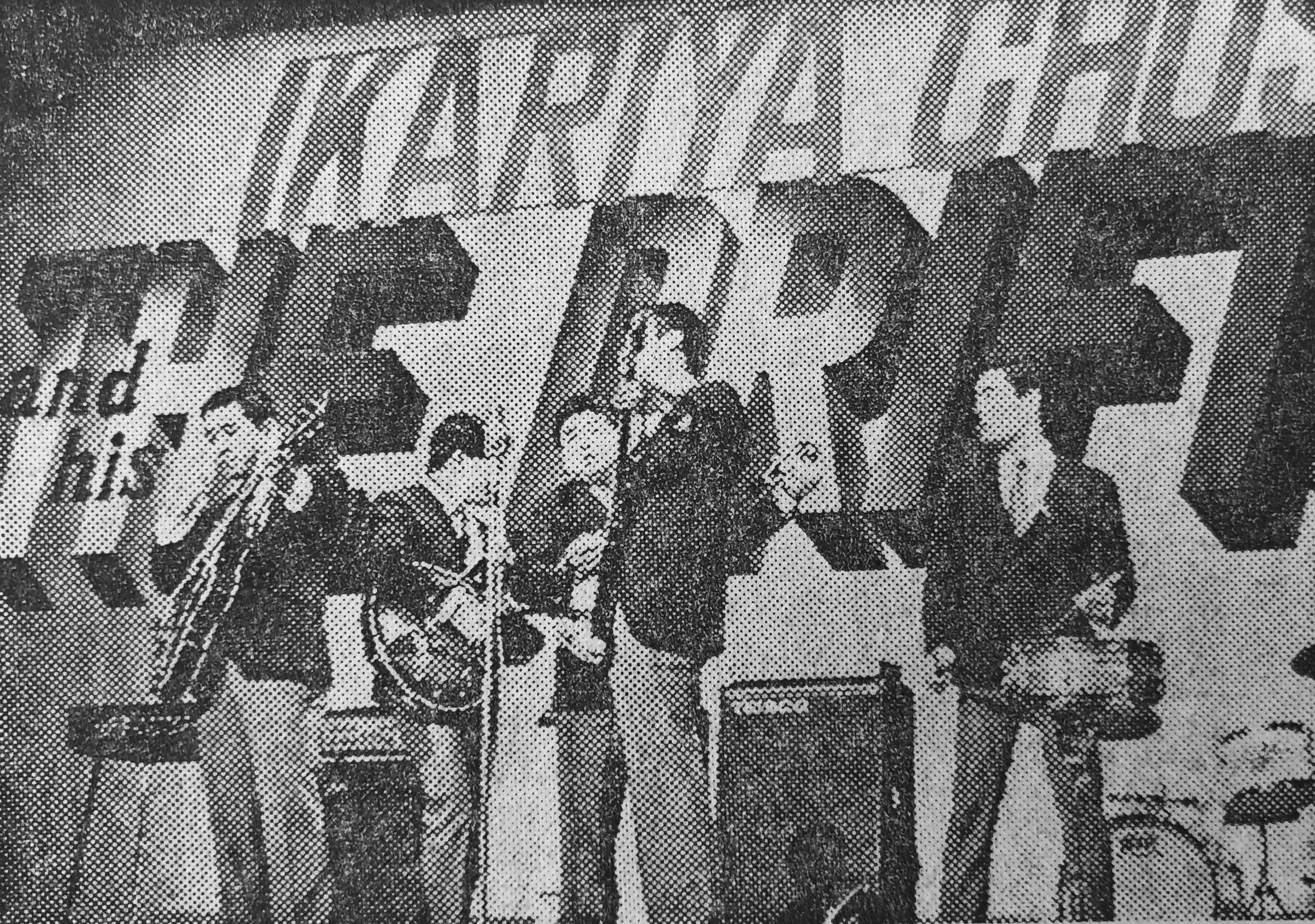
1967年

「新生ドリフ」はカバー曲や替え歌が主体のため、コミック・ソングとしては、「クレージーキャッツ」より低く見られがちだが、初期の多くの曲を手がけたなかにし礼の作詞と川口真のアレンジは、独自の「ドリフ・ミュージック」を作り上げた。
1966年6月30日と7月1日、ビートルズ日本公演の前座を務めた（7月2日は出演せず）。僅か1分15秒の出演時間ではあったが、前座用のステージではなく、ビートルズと同じメインステージで演奏した（ただし、加藤のドラムセットはリンゴ・スターのものとは隔離されていた）。これをきっかけに、ドリフが注目されるようになる。なお、加藤茶は、ビートルズの前座はしたものの、警備が厳しくビートルズのメンバーには会えなかったと語っているが、いかりやは自著で（ドリフ側が）舞台から退場するときにすれ違ったと記している。なおIN JAPAN 1966 50TH ANNIVERSARY EXTRA EDITIONによると『のっぽのサリー』が演奏されたのは開場から2曲目である。音楽之友社から出版された「POPS」1966年8月号の特集「熱狂の三十五分」のP31～によると6月30日の開場のベルは予定より5分遅れの6時35分でビートルズの到着が6時41分なのですれ違うことは可能である。またこの時のドリフの出番はTHE BEATLES IN JAPAN : 50TH ANNIVERSARY EDITIONによるとブルージーンズの後で尾藤イサオの前だが上記の特集にはこの後6時53分前後にもドリフターズ→ブルージーンズの順にステージに上がった旨が記されている為、映像には残っていないがドリフターズの出番が存在したことになる。
「新生ドリフ」以降は歌謡グループとしての活動も顕著となり、コミックソングのほか、民謡・軍歌等、日本で歌い継がれてきた曲の替え歌を多くレコードに吹き込む（ディスコグラフィーの項参照）。67年3月の「春だ若さだ、全員集合」で舞台初主演。またこのころ東宝松竹日活から主演映画の話を持ち掛けられていた、後に東宝松竹で主演映画を多数制作。
1970年に「第12回日本レコード大賞大衆賞」を受賞し、同年「ドリフのズンドコ節」で「第1回日本歌謡大賞放送音楽賞」をそれぞれ受賞している。「ズンドコ節」は、1969年11月1日発売、オリコン最高位2位、売り上げ枚数115万枚以上という、大ヒットを記録。他にも、数十万枚のシングルヒット、または10位以内にランクインした曲は4-5はある。その1970年には、他の民放などでもいくつかの賞を受賞をする。この年の『第21回NHK紅白歌合戦』に出場が内定していたが、加藤茶の交通事故により出場を辞退した。
1978年4月20日にはTBS「ザ・ベストテン」の「今週のスポットライト」へ5人＋すわしんじが出演。「ゴー・ウエスト」を唄っている。
後述の通り、新生ドリフになった後は、グループの活動はお笑いが中心となったが、音楽活動は各メンバーごとに継続されており、全く音楽活動を休止した訳ではなかった。1990年代以降は、加藤、仲本、高木が『こぶ茶バンド』を結成する形でバンド活動を再開している。
2001年12月31日の『第52回NHK紅白歌合戦』にて、ドリフは正式な出場歌手として初出場を果たした（メンバーが応援で出演したことは過去にもあった）。同年8月に放送された、『第33回思い出のメロディー』に出演したことがきっかけで選出となり、往年のヒットメドレーを披露した。

### コメディアンとしてのドリフ
元々ドリフは純粋なバンドであり、お笑いとは程遠い存在だったが、桜井輝夫がリーダーになってからは、コミックの要素を音楽に取り入れるようになった。当時のドリフターズは出演の最初はメンバーが各ポジションでワンフレーズ演奏をして、いかりやの「全員集合！」の一声で全員が舞台前面に出てきてコントを始めていた。これが後のキャッチフレーズとして使われる「全員集合」の由来である。コントの中身もそれぞれの楽器を使った音楽がらみの物が多かった。そして新生ドリフになった後からは、グループの活動はお笑いが中心となっていった。
1970年代になると憧れていた先輩バンドである、「ハナ肇とクレージーキャッツ」に取って代わる形でドリフターズが人気になった。
お笑いとしては、グループを生かした色々なパターンを生み出す。特に『ドリフ大爆笑』の「もしもシリーズ」では、ボケと突っ込み以外の「呆然とするいかりや」で笑いを取るという新しいパターンを生んだ。いかりや自身は、自らのグループを「お笑いの能力は一流でない」と卑下し、新生ドリフ初期のライバルであるコント55号に対抗する意味で、アドリブ無しの徹底的に練られたストーリー作り、練習でカバーし、土曜8時戦争と呼ばれるお笑い番組の視聴率争いで、長年にわたって優位を保った。
いかりやはペーソスではなくカラッとした笑いが生命と語っている。
志村が正式メンバーになる前後でチームの笑いのパターンは変化している。ドリフ再結成直後は高木ブーを中心にした笑いだったが、すぐに加藤茶を中心としたコントに変更され、のっぽ（権力者役のいかりや）、でぶ（無芸大食の高木）、めがね（風見鶏、インテリ役の仲本工事）、はげ（ふてぶてしいおじさん役の荒井）、ちび（いじめられ役の加藤）という、吹き溜まりの集団内での人間関係というチームワークで、加藤がオチを取っていた。それと同時に「加藤を中心に4人共いかりやからいじめられながらも表向きは従い、機会を見ては権力者であるいかりやに前述のキャラクターを生かしたそれぞれの方法で時には共謀して歯向かい、形勢がいかりやに戻るとその4人がそれぞれの個性をもった方法でばらばらになり、要領の悪いメンバー（加藤）だけがバレて犠牲になる」といった社会的な縮図を指摘する者もいる。時折、加藤といかりやとの権力争いの結果、リーダーの座が逆転したり始めから加藤がリーダーとなるパターンもあった。また、音楽の要素を残し、笑いに取り入れている時代でもあった。
志村が入ってからは、まともでない役のメンバー（特に志村）に、いかりやが突っ込みを入れたり振り回されるという笑いのパターンになり、イントロの高木、つかみの仲本、オチの加藤、さらに加藤のオチよりパワーアップした奇天烈な行為をする志村という各々の順番でいかりやが突っ込みを入れていった。あるいは、金田一コントのように志村の独り舞台に近いものになり、加藤を含め他の四人は脇に回ることも多くなった。しかし、荒井の脱退から志村への交代で定着するまでには2年近くもの時間がかかった。この間、志村を前面に押し出そうと、他のメンバー、特にいかりやと加藤によるサポートがあった。
その後三枚目としての仲本も強調された。一方で志村はいかりやの演出を無視してアドリブでギャグを入れることがしばしば見受けられ、リハーサルでダメ出しをされても、実行してしまうこともあった。これは、「緻密なストーリーと演出に基づいたドリフコント」を崩すこととなったが、ハプニング時には他のメンバーもそれを乗り切るためにアドリブで対処したこともあった。
撮影用ではあるが、ケーキや鶏卵、スイカや牛乳などといった食べ物を粗末にするネタ、下品なコントが多く、また「金たらい落しや一斗缶で殴るなど、子供が真似ると危ない」などという名目の内容も含めてPTAの目の仇にされたが、メンバー以外の他人の誹謗や中傷をネタにすることはなく、かつ素人いじりをしなかった。また、体を張ったギャグや音楽ネタも多い。いかりやの著書によれば、いかりやが米兵相手にコミックバンドをしていた体験からこのような芸風を後々まで引き継ぐことになったという。
日本だけでなく、台湾などでも人気がある。
他の芸能人へも影響があり、『8時だョ!全員集合』、『ドリフ大爆笑』、テレビ朝日『ドリフと女優の爆笑劇場』等の番組にゲスト出演した俳優、アイドル、歌手までもが、番組内では本来のイメージを越えた役作りやギャグをすることを、バーチャルなお笑いドラマやコント出演としてファンからも認められ、またドリフと一緒にコントをやりたいために自ら希望して演じる者も多数出てきた。そういったゲストからお笑いとしての個性を引き出され、新たな方向性や個性をも作っていった者も少なくない。また、実際に主に立ち回りながらしゃべって笑いを引き出すのはメンバーであっても、ゲストが笑いの中心であるように見せる企画力や技術もあった。
高木によるとドリフでは仲間内で、午後3時を“ドリフ時間”と呼んでいた。これは、ドリフが一日の仕事を基本的に午後3時から開始していたとのことで、他にもドリフで何かをする時は多くのことで午後3時を起点に行動することが多かったという。プライベートでメンバー同士で会う日の待ち合わせ時刻なども昔からドリフ時間で約束しており、この習慣は現在（2021年10月）も続いている。

## メインメンバー
加藤、高木、仲本が「こぶ茶バンド」として一時期活動していた時期があった。
いかりや・荒井（脱退）・志村が亡くなってからは、正規メンバーは「こぶ茶バンド」メンバーのみとなり（志村が死去した2020年3月から仲本が死去した2022年10月まで）、現在存命のメンバーが揃っても「こぶ茶バンド」ではなく「ザ・ドリフターズ」として活動し「こぶ茶バンド」自体はドリフ本体に吸収された形になっている。志村死去後は「こぶ茶バンド」として活動していた形態も「ザ・ドリフターズ」として活動しており、「こぶ茶バンド」としては紹介されなくなった。
2022年には仲本が死去し、こぶ茶バンドメンバーからも物故者が出たことにより、加藤と高木の2人がドリフメンバーとして残るのみとなった。

### 加藤茶
1943年3月1日（82歳）、本名：加藤 英文（かとう ひでゆき）
- ドリフ加入：1962年（桜井輝夫とドリフターズ）
- 担当楽器：ドラム及びボーカル
- お笑い時：ボケ、ツッコミ
- 1964年のドリフ再結成当初は最年少だった。現行のドリフメンバーの中では桜井リーダー時から加入している最古参のメンバー[18]であり、ドリフへの加入は碇矢（いかりや）よりも先である。
- 結成当時からメンバー内の一番人気であり、いかりやから落ちの期待を一身にかけられていた。ドリフを実質的に牽引し、メジャーに押し上げた功労者でもある。いかりやと衝突することもあったが、グループ内ではメンバーといかりやの人間関係の調整役を果たしていた。いかりやの葬儀の際には弔辞を読んだ。
- ドリフの映画では、いかりやと共に物語の中心を担い抜群のコメディセンスを発揮している。演じるだけでなく作者センスもあり、当時は放送作家として接触した小林信彦は、余ったセットを使って、30秒以内に収まるコントを何かその場で考えて欲しいといきなり言われ、加藤が15分ほどでまとめた場を目撃し、後年の著書『テレビの黄金時代』に記している。
- 国民的人気者だったが、「あの時キツかった。しんどくてネタもあまり出なくなってきた」とし、荒井が脱退したいと加藤に相談した際に二人でいかりやに話そうと約束。しかし、荒井がさっさと一人で話をしてしまい、「大変なことになったぞ」と話すいかりやに脱退の話を言い出せなくなり、そのままメンバーとして残ることになった。
- 志村がブレイクした後は志村とコンビで笑いを取る場面が多くなったが、志村のボケ・ツッコミの受け役に回ることも増え、結果としてドリフの一番人気の座を志村に譲ることとなったが、それは本人が自ら志村のサポートに回った結果である。実際、「志村がいて助かった」と公言している。志村の著書でも、「後から入ってきたくせにいいところを取りやがって」というようなギスギスしたライバル関係はなかったと語られており、いかりやの時と同様、志村が死去した際にも弔辞を読み上げている。ただし志村の葬儀は近親者のみで行われ、当時の新型コロナウイルス感染症の世界的流行から2022年2月現在「お別れの会」も開催されていないため、フジテレビの特番『志村けんさん追悼特番 46年間笑いをありがとう』の企画として読み上げられた。

### 高木ブー
1933年3月8日（92歳）、本名：高木 友之助（たかぎ とものすけ）
- ドリフ加入：1964年9月（荒井と同時）
- 担当楽器：リードギター、志村加入後はキーボードへ転向
- お笑い時：ボケ
- 中央大学経済学部卒業
- 自称、いかりや没後の4代目リーダー。初期ではコント内での出番はあまり多くなく、「何もしない、何もできない」「出ない、喋らない、笑わせない」など無能キャラとして扱われることが多かったが、「ドリフの中では最も音楽性が高い」とのいかりやの評価もある。
- ドリフ脱退が決定していた小山威の後釜ギターとして仲本をドリフに誘った人物。仲本を誘う際、嘗てのハワイアンバンドのメンバーである青木健か仲本のどちらをドリフへ誘うべきか悩んだが、いかりやがあまりにも早急にメンバー補充を求めており、直ぐに連絡がつき、なおかつ対バンした事もあった仲本を誘ったという本人の証言がある[19]。
- ドリフが音楽活動をやめた理由を「志村がギターしか弾けないので自分がキーボードを担当した。しかし、自分は荒井ほどキーボードが弾けなかったのでドリフは音楽活動をやめた」と発言している。
- 1984年9月14日、『全員集合』のリハーサル中にアキレス腱を断裂し、約4ヵ月の間活動を離脱したこともある。
- 大変な愛妻家としても有名で、その愛妻と早くに死別してからも再婚せずに独身を貫いている。荒井注を含むドリフのメンバーの中で唯一離婚歴・再婚歴がなく、また複数の女性と関係を持ったこともない。

### 死去したメンバー

#### いかりや長介
1931年11月1日 - 2004年3月20日（72歳没）、本名：碇矢 長一（いかりや ちょういち）
- ドリフ加入：1962年（桜井輝夫とドリフターズ）
- 担当楽器：ベース
- お笑い時：ツッコミ（途中でボケに回ることもある）
- ドリフの3代目リーダー。1964年より正式リーダーとなる。新生ドリフでは加藤と並んで最古参メンバーだった。
- ワンマンな一面があり、コントネタの厳格なまでの作り込みや、ギャラの配分（いわゆるワリ）をめぐってメンバーと衝突することも少なくなかったが、新生ドリフを立ち上げて以降は、そうした厳しさを含めた采配ぶりによって、メンバーを見事にまとめ上げた。コントでは、わざと汚れ役の権力者を演じ、加藤や志村の仕返しというパターンで笑いを取ることが多かった。
- 1987年のNHK大河ドラマ『独眼竜政宗』の出演をきっかけに本格的な俳優としての活動を始め、日本テレビ系『取調室シリーズ』やフジテレビ系『踊る大捜査線』などでシリアスな演技を見せた。
- 2004年3月20日15時30分、原発不明頚部リンパ節癌のため死去。

#### 荒井注
1928年7月30日 - 2000年2月9日（71歳没）、本名：荒井 安雄（あらい やすお）
- ドリフ加入：1964年9月（高木と同時に）
- ドリフ脱退：1974年3月
- 担当楽器：オルガン（ピアノ）
- お笑い時：ボケ
- 二松學舍大学文学部卒業。
- クレージーウエスト時代にピアノの欠員が出て、それまで担当していたスチールギターから急遽転向した経緯があったため、ロカビリーのスリーコードしか弾けず、演奏できるレパートリーは数少なかった。いかりやの著書によれば、いかりやは彼のレパートリーの少ないことを知らないままヘッドハンティングしたこと後悔したという。
- ドリフ入りした当初は「リーダー（いかりや）より年上では何かと問題がある」ということで、加入後しばらくは高木とほぼ同年代（1934年7月30日）としていた。なお、当初は他のメンバーですら正確な年齢を知らなかった。[注釈 5][注釈 6]
- 1974年3月に「体力の限界」を理由にドリフを脱退する[1]が、その後も度々ゲスト出演するようになった。
- 2000年2月9日4時30分、肝不全のため死去。直前の2000年正月に放送された「フジカラー」・フィルムのCM撮りに出演した[注釈 7]。

#### 仲本工事
1941年7月5日 - 2022年10月19日（81歳没）、本名：仲本 興喜（なかもと こうき）
- ドリフ加入：1965年1月1日
- 担当楽器：ロック系メインボーカル及びギター
- お笑い時：ボケ（途中でツッコミに回るもある）
- 学習院大学政治経済学部卒業。東京商工会議所の内定を得ていたが、高木が脱退するギタリスト小山威の後釜として仲本をいかりやに紹介し、内定を蹴って1965年ドリフ入り。ビートルズの前座で「ロング・トール・サリー」のボーカルを取ったのも彼である。
- コントでは「要領のいい、リーダーに媚を売る役」「一見まともそうだが、内心何を考えているのか分からない役柄」を演じることが多く、特に目立った特徴はないものの全てのメンバーにしっかり合わせられる器用さがあった。学生時代に体操部で身につけた床運動（マット体操）での軽快な身のこなしを得意としており、その運動神経を活かした身体を張ったキレのある動きが持ち味であった。
- 1981年2月18日には競馬のノミ行為が発覚し、謹慎1カ月、書類送検の上略式起訴された。賭けた金額は当時の金額で約100万円だった。
- 2022年10月18日に横浜市西区内で交通事故に遭い緊急手術を受けていたが、術後の容体は最後まで意識が戻ることなく、翌日の19日22時22分に急性硬膜下血腫のため死去[20]。

#### 志村けん
1950年2月20日 - 2020年3月29日（70歳没）、本名：志村 康徳（しむら やすのり）
- ボーヤ加入：1968年2月
- 見習い昇格：1973年12月
- ドリフ加入：1974年3月

東村山駅に設置されている志村けんの像。また、東村山市の名誉市民である。

- 担当楽器：加入直後はキーボード、その後ギターへ転向
- お笑い時：大ボケ、ツッコミ
- 1968年ボーヤとして採用され1973年見習いへ昇格し1974年荒井の脱退と共にメンバー加入。いかりやに直々に懇願しドリフの付き人となるが、1年余りで脱走。志村の著書では、あくまで「社会勉強のための休養」となっている。その後、加藤の口添えで出戻り、加藤の付き人兼加藤家居候を経て、お笑いコンビ「マックボンボン」を結成。日本テレビ『ぎんぎら!ボンボン!』も担当したが、人気が出ず2年余りで解散。
- 脱退を表明した荒井の後釜として、1973年12月にドリフ見習いとなり、1974年3月9日に正式メンバーとなる。
- 加入後、2年近くはギャグが受けずスランプ状態に陥っていたが、「東村山音頭」や「カラスの勝手でしょ」で一気にブレイクし、子供の人気を獲得。さらに新たなネタやギャグを連発し、ドリフの一番人気になった。「一人になった時に、何かが現れる」という台本通りのコントでは、客席が舞台に向かって一斉に「志村!うしろ、うしろ!!」と本気で声援を送るという恒例のパターンを生み出した。
- 映像では荒井の脱退後に初期はキーボード、のちにギターを弾いており元々コメディアン志望ではあるが、ソウル・ミュージックに精通しており、三味線の腕もプロ並みであった。
- 仲本同様、1981年2月18日には競馬のノミ行為が発覚し、謹慎1カ月、書類送検のうえ起訴猶予処分となった。その他、康徳名義で中央競馬の馬主としても活動していた。
- 1970年代からビートルズのレコードコレクターとして、かなりの枚数を所持していた。自身の番組内にビートルズナンバーを度々使用している理由の一つでもあった。
- 歴代ドリフメンバーの中では、準メンバーだったすわしんじと専属歌手だった木の実ナナ（後述）を除いて唯一の戦後生まれである。またメンバーの中で唯一独身だったが、女性との交際歴は非常に多く、本人が公表しているだけでも10人を超える女性と同棲を重ねていた。
- 2020年3月29日23時10分、新型コロナウイルスによる肺炎のため死去[22]。

### その他のメンバー

#### 小山威
- ドリフ加入：1960年（桜井輝夫とドリフターズ）
- ドリフ脱退：1965年初頭
- 担当楽器：加入時はドラム、その後エレキギターへ転向
- 桜井輝夫とドリフターズ加入メンバーの中でも初期から在籍。
- 小山、小野、青木を除くメンバーが分裂し、脱退した一部メンバーが宮本二郎とスクラップサウンズを結成した際もドリフへ残留した。
- いかりやが正式なリーダーとなって完全にコント色が強まった事や、自身の体調不良により脱退する事になった[23]。その後の動向は不明である。
- 小山のドリフ脱退後、代役として仲本がギター担当となった。

#### 綱木文夫
1932年2月10日 - 2011年没？
- ドリフ加入：1964年春（桜井輝夫とドリフターズ）
- ドリフ脱退：1965年夏
- 担当楽器：テナーサックス

- 担当楽器は1957年の春にスティールからテナーサックスに転向[25]。
- ブーツ・ブラザースのリーダー(当時のメンバーは河野ヨシユキ、いかりやが所属していたバンドのリーダージミー時田と同じランブラーズにいたボッブ上野らがいた)[26]、山下敬二郎とレッド・コースターズのメンバーとして活動。1964年春、桜井と繋がりのあった渡辺プロより「ドリフのメンバーになって助けてやってくれないか？」と説得され、引き抜かれる形でメンバーに加入する。
- 中野富士見町にある寺社の息子であり、売れない頃のドリフターズは稽古場として彼の実家である寺社の境内を利用していた。新生ドリフがお笑いを確立する前の正規メンバーでもある。
- 綱木は正メンバーとして残ることを希望していたが、真面目気質でコメディに不向きな性格だったため、ドリフが正式に渡辺プロ傘下へ預けられる直前の1965年、いかりやから直接脱退を命じられた。
- 脱退から長い年月が経過しているため、綱木に関する資料は散逸していてほとんど残っておらず、現在の動向は生死を含めて消息不明である。ただし、昭和44年の企業名鑑に釣具製造販売会社『綱木商事』の取締役として綱木文夫の氏名が確認できる。この綱木商事の所在地と寺社『天狗不動尊』の所在地が一致することから、この天狗不動尊が綱木の実家であると推定され、芸能界引退後は同地に在った親族の経営する綱木商事にて勤務したものとみられる[27]。なお、綱木の母・綱木梅野は新興宗教『立正佼成会』の開祖である庭野日敬の師匠。

#### 石川サダオ
- ドリフ加入年：1964年秋
- ドリフ脱退年：1965年の仲本加入前
- 1964年秋の新生ドリフターズ結成時に加入し、1965年仲本加入前に脱退
- 担当楽器：コンガ
- 仲本の加入前に脱退していたため、ドリフのメンバーとして活動したのはごく短期間である。
- 脱退した理由や詳細は不明であるが、新生ドリフターズ結成時に同じく新規加入した荒井、高木、既存メンバーであったいかりや、加藤、小山、綱木と共に映っている写真が現存している。
- 短期間でのドリフターズ脱退後は芸名を石川春に改名し、岡本八とダスターポットのメンバーとして活動した。

## 前期バンド時代の主なメンバー
元々バンドであって、コント寄りではなかったため、前期バンド時代には後に大御所と呼ばれることになるミュージシャンが多数在籍していた。
岸部清（1931年1月3日 - 2019年2月11日）（88歳没）
- ドリフ加入：1956年秋（サンズ・オブ・ドリフターズ結成時）
- ドリフ脱退：1959年春
- 担当楽器：ギター

初代リーダー。元・東京ウェスタンボーイスの出身。1959年の春頃に脱退。1956年の秋、マウンテンボーイズとの合併により、サンズ・オブ・ドリフターズの初代リーダーとなる。1959年、桜井輝夫にリーダーの座を譲り、脱退して渡辺プロダクションのマネージャーとなる。その後、芸能事務所「第一プロダクション」社長を歴任したが、第一プロは2017年9月に業績の悪化と自身の高齢化や持病もあって解散。音楽出版社協会（MPA）副会長、日本音楽事業者協会の名誉理事を兼任。2019年2月11日、肺癌により死去。
大野義夫（1931年9月9日 -  2020年6月9日）（88歳没）
- ドリフ加入：1956年秋（サンズ・オブ・ドリフターズ結成時）
- ドリフ脱退：1957年2月
- 担当楽器：バンジョー

東京府東京市杉並区生まれ。法政大学出身。在学中に「ウエスタン・ジョリーボーイズ」結成。六大学音楽リーグ戦、米軍キャンプ等で活躍。「カントリーレンジャーズ」を経て、後に作曲家となった新井利昌と共に「マウンテンボーイズ(1952年)」「サンズ・オブ・ドリフターズ（1956年）」を結成。なお、初代リーダーは大野だったという説がある。岸辺の方針に納得がいかず、岸辺を除くメンバー全員が脱退することとなるドリフ最初の内紛が発生した際に脱退。その翌月である1957年3月には再び新井と共に「堀威夫とスイング・ウエスト」の創立メンバーに加わる。その後、晩年まで「大野義夫&カントリーメイツ」を率いてライブ・コンサート・ディナーショーなどを行っていた。なぎら健壱や寺本圭一と親交が深く、元メンバーではジャイアント吉田、現ドリフメンバーの中では高木ブーと親交があった。結成当時の元メンバーの中で最期まで現役で音楽活動を継続した唯一の人物。晩年は事実上の芸能界引退状態でメディアに出演することは殆ど無く、稀にラジオ番組などにゲスト出演する程度だった。2020年6月9日に老衰で死去。
山下敬二郎（1939年2月22日 - 2011年1月5日）（71歳没）
- ドリフ加入：1957年2月（サンズ・オブ・ドリフターズ）
- ドリフ脱退：1957年11月
- 担当楽器：ボーカル

ドリフ脱退後に人気が爆発し、一世を風靡したロカビリー歌手の一人。平尾昌晃、ミッキー・カーチスと並んで「ロカビリー三人衆」と呼ばれていた。落語家で喜劇俳優の柳家金語楼の長男。本人はコメディの分野には進んでいないが、1977年には『ドリフ大爆笑』にロカビリーブームのコントに出演している。2011年1月5日、胆管癌による腎不全のため死去。
井上ひろし（1939年4月12日 - 1985年9月19日）（46歳没）
- ボーヤ加入：1957年（サンズ・オブ・ドリフターズ）
- ドリフ加入：1957年11月
- ドリフ脱退：1959年秋（井上ひろしとドリフターズ）
- 担当楽器：ボーカル

1957年11月に山下の脱退後、サンズ・オブ・ドリフターズのボーヤから昇格。バンド名に自身の名前が付けられていたが、同じくバンド名に氏名が含まれていた桜井輝夫やいかりや長介とは異なり、リーダーだったわけではない。そのため、リーダー以外でバンド名に氏名が含まれていた唯一のメンバーでもある。長身と甘いマスクで女性ファンを魅了した。水原弘（のちに守屋浩と交代）、守屋浩、釜萢ヒロシと並んで「三人ひろし」と呼ばれるロカビリー歌手。映画「青春を賭けろ」にも出演。代表曲に「雨に咲く花」がある。ドリフ脱退後も暫くは売れて活躍したが、その後は泣かず飛ばずで地方のどさ回りなども行っていた。後に料理人の修行を始めていたが、急性心筋梗塞のため死去。
桜井輝夫（1931年4月30日 - ）（94歳）
- ドリフ加入：1958年初頭（サンズ・オブ・ドリフターズ）
- ドリフ脱退：1965年夏（メンバーとしての脱退は1964年秋）
- 担当楽器：セカンドボーカル及びギター

2代目リーダー。元メンバーの大野義夫の紹介で1958年にサンズ・オブ・ドリフターズへ加入。1959年、初代リーダーの岸部が脱退する後釜として2代目リーダーに就任。1959年の末、青木、ボーヤの小野以外のメンバーが脱退した後、3人で解散寸前のドリフターズを再結成させる。ドリフをロカビリーからコミックバンドに転向させる際、桜井はコミックに精通していなかったため、ジミー時田とマウンテンプレイボーイズより碇矢長一をヘッドハンティング。一般的に知られている5人のメンバーになったドリフメンバーの中では、いかりやと加藤のみが桜井リーダー時のメンバーとして在籍（荒井・高木・仲本の3人も居るには居たが、3人は桜井がオーナーの立場になってからの加入）。
1964年の秋、リーダーの座を正式にいかりやに譲り、1965年にドリフの管理を渡辺プロダクションへ譲渡して脱退。フジテレビ系バラエティ番組『ウチくる!?』の2001年10月7日放送分において、加藤茶がゲスト出演した際に、加藤の芸能界の恩師として登場したことがある。初期メンバーの多くは死没もしくは消息不明であり、桜井も例外ではないが、ある程度の芸歴が確認出来る初期メンバーの中では岸部がリーダーだった時代を知る唯一の存命者である。
坂本九（1941年12月10日 - 1985年8月12日）（43歳没）
- ボーヤ加入：1958年5月（井上ひろしとドリフターズ）
- ドリフ加入：1958年8月
- ドリフ脱退：1958年12月
- 担当楽器：セカンドボーカル及びギター

雑誌「ミュージックライフ」1958年10月号によれば、1958年5月に井上ひろしとドリフターズのボーヤとして加入し8月にメンバー昇格。同年8月、第3回日劇ウエスタンカーニバルにメンバーとして出演したが、ドリフターズではメインボーカルになることが出来ないという理由により12月にダニー飯田とパラダイス・キングに移籍の形で脱退。「8時だョ!全員集合」の第1回放送にゲスト出演している。1985年に日本航空123便墜落事故に遭い死去。
小野ヤスシ（1940年2月11日 - 2012年6月28日）（72歳没）
- ボーヤ加入：1959年夏（井上ひろしとドリフターズ）
- ドリフ加入：1960年（桜井輝夫とドリフターズ）
- ドリフ脱退：1964年夏
- 担当楽器：コンガ及びセカンドボーカル

1959年井上ひろしとドリフターズの最末期にボーヤとして加入し、1960年の桜井輝夫とドリフターズ結成時にメンバー昇格。ボーヤ加入直後はメンバーの小山仁義の家に居候していたという。1964年の夏に、いかりやのワンマン体制に対立して反発。それを機にドリフを脱退した。後述するクーデターにより、ドリフが現在のメンバー構成となるきっかけを作った人物である。小野脱退以後のメンバー構成が世間では「ドリフターズ」と認知されている為、小野がドリフの元メンバーであった事を知っている人は数少ない。脱退後、後述する他のドリフ脱退メンバーと共にドンキーカルテットを結成した。1970年、6年間に渡って活躍したドンキーは解散する。これ以降はソロ活動する様になり、テレビの司会やバラエティー番組などで活躍。ドリフ脱退後も加藤との交友関係は続き、1993年には加藤、仲本と共に「加トちゃんBAND」を結成している。2012年腎盂ガンのため、都内の病院で死去した。

ポン青木
- ドリフ加入：1959年（井上ひろしとドリフターズ)
- ドリフ加入：1959年（井上ひろしとドリフターズ）
- ドリフ脱退：1963年（桜井輝夫とドリフターズ）
- 担当楽器：ビブラフォン及びスチールギター

1959年に井上ひろしとドリフターズに加入、1959年11月の分裂時に脱退せずに桜井輝夫とドリフターズ結成時に結成メンバーとして加わる。いかりやがドリフに加入して暫くの後、ドリフの元メンバーであった宮本二郎（ドリフ在籍時は宮本次郎名義）が結成した宮本二郎とスクラップサウンズに移籍の形で脱退。いかりやの著書によれば、コミックに前向きだったと述べている。脱退原因は不明。
その後1964年9月にいずみたくの命名でポン青木がリーダーのジョークエースが結成された。
脱退後の1970年代には真木ひでとのマネージャーを務めていたが、白血病により他界した。
高橋一
- ドリフ加入：1960年（桜井輝夫とドリフターズ）
- ドリフ脱退：1961年
- 担当楽器：ボーカル

1960年に桜井輝夫とドリフターズ結成後、暫くして加入。
のちにルイ高橋と名前を変えて活動。
宮本二郎（ドリフターズ在籍時は宮本次郎）
- ドリフ加入：1960年（桜井輝夫とドリフターズ）
- ドリフ脱退：1962年
- 担当楽器：ギター

1960年に桜井輝夫とドリフターズ結成後、暫くして加入。1962年に自身がリーダーとなるバンド宮本二郎とスクラップサウンズを結成しドリフを脱退。
高松秀晴（1942年3月16日 - ）（81歳）
- 専属シンガー加入：1960年（桜井輝夫とドリフターズ）
- 専属シンガー脱退：1963年
- 担当楽器：ボーカル

正式なメンバーではなく専属シンガー。1960年5月、第一プロダクション（ドリフターズの初代リーダーとされる岸部清が創業し、当時社長を務めていた芸能事務所）主催の新人ロック歌手コンテストに入賞して芸能界入り。桜井輝夫とドリフターズに有力なメインボーカルがいなかった事から抜擢され1960年〜1963年頃、木の実ナナと共にドリフターズの専属シンガーだった。高校生でウェスタンカーニバルの出場資格を得た程の実力者だった（ただし、当時在籍していた高校から出場許可が得られなかったため、実際には出場していない）。2023年現在、存命が確認されている。既に芸能界からは退いているものの、プライベートにおいて現在も音楽活動を行っている。
田中良夫
- ドリフ加入：1961年（桜井輝夫とドリフターズ）
- ドリフ脱退：1963年
- 担当楽器：テナー・サックス

1962年に加藤をドリフターズに加入するよう誘い、メンバーに加入させている。桜井がいかりやに形式的にリーダーを譲り、コミックの比重が強まった頃に完全なコミックバンド化に反発してドリフを退いた。本人の現在の動向は不明である。
三好明
- ドリフ加入：1961年（桜井輝夫とドリフターズ）
- ドリフ脱退：1963年
- 担当楽器：ピアノ

桜井がいかりやに形式的にリーダーを譲り、コミックの比重が強まった頃に完全なコミックバンド化に反発し、その後ドリフを脱退した。現在、本人の動向は不明である。
木の実ナナ（1946年7月11日 - 、本名池田鞠子）（77歳）
- 専属シンガー加入：1962年（桜井輝夫とドリフターズ）
- 専属シンガー脱退：1963年
- 担当楽器：ボーカル

正式なメンバーではなく専属シンガー。しかし、高木の証言によれば元メンバー。本人の証言、いかりやの著書、加藤の証言では、前歌を歌っていたという。1962年〜1963年の初頭頃、専属シンガーだった。彼女はいかりや、加藤らのバックミュージックの下で歌っており、いかりやからは「ナナすけ」と呼ばれていた。
ジャイアント吉田（1936年1月25日 - 2023年1月2日）（86歳没）
- ドリフ加入：1962年（桜井輝夫とドリフターズ）
- ドリフ脱退：1964年
- 担当楽器：ギター

元々いかりやが在籍していた「ジミー時田とマウンテン・プレイボーイズ」のメンバーであったが、いかりやに誘われて1962年にドリフへ加入。以来親友で旧知の仲であったが、いかりやのワンマン体制ぶりには愛想を尽かし、1964年に小野ヤスシと共に反発してドリフを脱退。その後「ドンキーカルテット」を結成して小野と合流する。吉田は芸能界の他に、催眠術師として執筆活動や催眠法のクリニックなどで活躍した。大野義夫と親交があり、2017年2月22日に高木ブーや大野義夫らが出演するライブのMCを行った。2023年に死去。
飯塚文雄（1940年11月23日 - 2003年3月27日）（62歳没）
- ドリフ加入：1963年（桜井輝夫とドリフターズ）
- ドリフ脱退：1964年
- 担当楽器：フィドル（バイオリン）

学生時代はカジュアルスというバンドに所属しており卒業後にドリフターズへ参加。小野ヤスシがクーデターを起こし脱退すると同時にドリフターズを脱退。小野ヤスシがクーデターを起こしたきっかけとなったいかりやのワンマン体制への不満での脱退ではなく、話し合った上の円満脱退だった。その後ドンキーカルテットを結成して活動を始めたが、数年間で離脱している。後に深夜の人気番組となった日本テレビの『11PM』の水曜日のレポーターを担当して知名度を上げている。飯塚は元々カントリー＆ウェスタンに精通しており、自身でドリフやドンキーの音楽コントには向いていないと実感しており、存在感を出す事に苦労した所もあった。2003年に死去。
猪熊虎五郎（1932年 - 2001年11月4日）（68 - 69歳没）
- ドリフ加入：1963年（桜井輝夫とドリフターズ）
- ドリフ脱退：1964年
- 担当楽器：キーボード

大柄な体格で黒縁眼鏡を掛けており、奇抜な声が印象的であった。ザ・ドリフターズには1年間在籍したのみで小野、吉田らと離脱してドンキーカルテットに移籍。1970年にドンキー解散後は芸能活動と共に声優でも活躍していたが、後に病気療養していた事もあり、芸能界から退く様になった。2001年に死去。

## 付き人

### すわしんじ
本名：諏訪園 親治
- 加藤の専属運転手：1970年
- ボーヤ加入：1972年
- ボーヤ脱退：1986年
- 担当楽器：ドラム
- 1970年加藤の運転手として採用され、1972年ボーヤ（付き人）へ昇格。1975年4月26日には見習いとテロップされるなど他の付き人とは一線を画した立場にいたものの、ボーヤを退いた1986年にフリーに[39][注釈 8]。
- 元付き人・見習い。幻のドリフ第六の男。日劇でのドリフ公演では、すわを含めた6人構成のコントが披露された。
- 『（荒井時代の）全員集合』に志村より先に出演し、「奇声を上げながらやたらと走りまくった挙句に、加藤のクシャミでズッコケるブルース・リー」役で笑いを取る。グループ内の音楽では、ドラムを担当することもあった。結果としては、先輩に当たる志村がドリフに加入する運びとなった。
- その後、正メンバーになる事なく1985年にボーヤを退いた。いかりやは、メンバー昇格を延ばし続けてしまった結果、すわを脱退に追い込んだと悔やみ、その才能を惜しんでいた。
- 脱退後は、一時サラリーマン生活を送る。
- 1990年に政治風刺コント集団「ザ・ニュースペーパー」に参加し、中心的な存在となるが脱退。その後は、ソロライブや松崎菊也、石倉直樹とコント公演「はだかの王様」や沢田研二主演の音楽劇に出演するなど、地道ながら精力的に活動を続けている。
- 2001年でのNHK『思い出のメロディー』にドリフターズが出演した際、ゴーウェストの曲目の際に「馬」の扮装でコーナー出演（本名の諏訪園親治名義での出演）。伏線は後述する「主な出演番組」の項目の「飛べ!孫悟空」を参照。
- いかりやの葬儀のときには、残された4人の現メンバーとともにいかりやの棺を運んでいた。
- 志村死去の際にもコメントを出している。(詳しくはすわ親治を参照のこと。)

### 松田ひろし
- ボーヤ加入：1980年
- ボーヤ脱退：1986年
- 1980年から6年間ドリフのボーヤ（付き人）を務める[40][41]。現在コメディアンとして活躍中[42]。

## 関係者
ここでは、ドリフと関係の深い番組スタッフ、プロダクションマネージャー、新生ドリフから派生したコメディアン（すわ親冶を除く）、および新生ドリフにスカウトされた経験のある芸能人を紹介する。
山田康雄（1932年9月10日 - 1995年3月19日）（62歳没）
『あなた出番です!』で共演。デビューしたての頃に山田から演技指導を受けていた事があり、それが縁で山田は『8時だョ!全員集合』の冒頭コントに出演している。また、プライベートで山田と飲みに行くこともしばしばあったという。
山田の代表作であるアニメ『ルパン三世』にて次元大介役で共演した小林清志が、アフレコ中のスタジオに、当時小林の子供もテレビで夢中になっていたというドリフのメンバーが入ってきて、山田に丁重に挨拶するのを見て驚いたと語っている。
水木一郎（1948年1月7日 - 2022年12月6日）（74歳没）
1964年の16歳の時ジャズ喫茶へ入り浸っておりそこで知り合ったのが桜井輝夫とドリフターズ。知り合った縁からなし崩し的に約1年間付き人に近いことをやっていた。その際、当時ドリフターズのリーダーである桜井にジャズ喫茶のオーディションを紹介されて応募し、「僕のマシュマロちゃん」という曲を歌って見事に優勝を果たす。その後は作曲家の和田香苗の門下生となりドリフの付き人からは離れた。
井山淳（いやま淳）（1945年 -）（78歳 - 79歳）
元付き人。1972年に志村が結成したマックボンボンの最初の相方。志村と共に冠番組の『ぎんぎら!ボンボン!』に出演していた。また1969年、ドリフの映画『ドリフターズですよ!全員突撃』にガードマン役として出演。やや強引な売り込みが祟ってのネタ切れによる人気低迷で『ぎんぎら!ボンボン!』のリニューアル番組『シャボン玉ボンボン』が打ち切りになった後、志村の才能を目の当たりにしているうちに自信を失った事もあって失踪し、解雇処分となってそのまま芸能界を引退。2019年7月31日放送の『あいつ今何してる?』で、芸能界を去った後は様々な職を転々とした事と現在は交通安全指導員をやっている事が明らかにされ、この番組で志村は約50年ぶりにかつての相方の姿を確認した。しかし、志村自身はそれから1年も経たない8か月後の翌2020年3月29日に病死。
福田正夫
元付き人。志村が結成したマックボンボンの井山失踪後の相方。自衛隊出身であり、「自分は芸能界でなくてもやっていける」と強気でコンビ結成後の練習に身が入らず、芸能界を引退。マックボンボンは自然消滅的な形で解散の道を辿る。
桑田佳祐（1956年2月26日 - ）（67歳）
サザンオールスターズは、デビュー当時コミックバンドと思われていた。いかりやはサザンの事を気に入っており可愛がっていた。「いかりやからドリフ加入を勧められた」といったエピソードに関しては桑田が否定している。ただし1993年末～1994年初に行われたライブのMCでは「8時だョ！全員集合のプロデューサー（居作昌果）からドリフへの加入を打診された」と発言している。
後にサザンで出した曲「マンピーのG★SPOT」のMVで加藤茶を真似たハゲヅラを被り、これに派生する形でライブではその格好で歌う事が定着し、回を重ねるたびに趣向を凝らしたものに発展した。
サザンのデビュー曲「勝手にシンドバッド」の名前は、1977年9月に志村がギャグで使用していた。桑田自身「志村けんさんがいなければ我々も表舞台に出てきていないと思います」と発言している。
2013年及び2018年にAct Against AIDSの一環で行われた『昭和八十八年度! 第二回ひとり紅白歌合戦』『平成三十年度! 第三回ひとり紅白歌合戦』ではサザンのメンバー全員がドリフターズに扮して歌うコーナーが作られた。
2014年の年末に開催されたサザンの年越しライブ『ひつじだよ! 全員集合!』のタイトルは『8時だョ!全員集合』に由来するものであった。
居作昌果（いづくり よしみ、1934年3月31日 - 2005年4月10日）（71歳没）
元TBSテレビプロデューサーで、独立後テレビ制作会社「タイクス」を設立、同社の代表取締役社長を務めた。『8時だョ!全員集合』や前枠番組の『お笑い頭の体操』、『クイズダービー』をプロデュースした。
井澤健（1935年9月9日 - ）（88歳）
ドリフが渡辺プロに在籍していた時のマネージャー。いかりやによれば、ドリフの営業面をサポートし、「影のドリフメンバー」と呼んでいたほどドリフに貢献した人物。現在ドリフの所属するプロダクション「イザワオフィス」オーナー社長。
久世光彦（1935年4月19日 - 2006年3月2日）（70歳没）
元TBSテレビプロデューサーで、作家・演出家。演出面でいかりやのコントに感心し、いかりやの弟子となった。荒井の芸能界復帰に力を尽くした。『時間ですよ』や『寺内貫太郎一家』、『ムー』、『ムー一族』などのテレビドラマのプロデュース・演出を手掛けたことで知られる。
たかしまあきひこ（1943年5月24日 - 2016年10月16日）（73歳没)
音楽面のブレーン的存在。ドリフ及び志村の冠番組の大半で作曲を担当。『全員集合』の少年少女合唱隊コーナーではピアノ伴奏者として出演もしていた。
山田満郎（1943年 - 2016年6月5日）（72 - 73歳没）
全員集合のコントの仕掛けを作っていた美術スタッフ。後に番組の回顧として『8時だョ!全員集合の作り方―笑いを生み出すテレビ美術』を執筆。
ビートルズ
来日公演の際にドリフが前座をつとめた。演奏曲は「ロング・トール・サリー」。6/30夜公演、7/1昼公演ともに映像が残されている。当時テレビでドリフの演奏が見られることはなかったが、近年になり日本テレビ『いつみても波瀾万丈』にいかりや、加藤、高木らがそれぞれ出演した際にその一部が放映された。
萩原芳樹（1952年 - ）（71歳 - 72歳）
コメディアン、放送作家。自身が司会を務めた『小柳ルミ子ショー』にマックボンボンがコントで出演していた。いかりややドリフのマネージャーから、マックボンボンやドリフのメンバー候補に挙げられた事がある（自身のブログの記事 「伝説のコンビ『マックボンボン』」 より ）。
その後は団順一という芸名で島田洋七（当時の芸名は島田洋一）と漫才コンビ初代B&Bを結成するが、他の漫才コンビの実力に圧倒されて自信を失い一時失踪し解散。
小泉孝太郎（1978年7月10日 - ）（45歳）
いかりや長介に弟子入りし、ドリフの6番目のメンバー入りも計画されていた。そのときの父・小泉純一郎のコメントは「力をつけてもらわないと…」だった。
いかりやとは「金曜エンターテイメント」枠で放送されたドラマ（『壁ぎわ税務官』など〉や映画『踊る大捜査線 THE MOVIE 2 レインボーブリッジを封鎖せよ!』で共演している。
ドリフと同じイザワオフィス所属。
豊岡豊（1930年5月29日 - 2012年11月30日）（82歳没）
ドリフが歌唱するときにバックで演奏していた豊岡豊とスイング・フェイスのリーダー。
加藤や高木の証言によると、荒井注脱退時にいかりや長介が後釜としてメンバー入りさせようと検討していたが、最終的に加藤の推薦により志村けんが加入することになる。

## 歴史

### 結成
- 1956年春ごろからエルヴィス・プレスリーの人気が日本にも波及するようになり、カントリーウェスタンバンドの中で、当時最新の音楽だったロカビリーに行くか純粋にカントリーのままで留まるか、路線を巡り合従連衡が起こった。
- ロカビリーはドラムが必要だが、カントリーには邪道だと思われていた。そんな背景の中で、同年秋頃に「マウンテンボーイズ」と「東京ウエスタンボーイズ」が合併しドリフターズ (アメリカ)に因んで「サンズ・オブ・ドリフターズ」として正式にザ・ドリフターズが結成された。岸部清がリーダー。

### サンズ・オブ・ドリフターズ
- 1957年2月に山下敬二郎が加入。大野と親交のある高木は、碇矢が3代目か4代目のリーダーと語っている（結成当初は岸部と大野のWリーダー説があるため）。
  - 結成メンバー（1956年ごろ）：岸部清、鈴木修、吉田博久、多田正幸、根本節夫、清水一夫、新井利昌、斉藤任弘、大野義夫の9人
  - 当時のメンバー2（1957年ごろ）：岸部、鈴木、吉田、多田、根本、清水、新井、斉藤、大野、山下敬二郎の10人
  - 当時のメンバー3（1957年ごろ）：岸部、鈴木、吉田、多田、根本、清水、新井、山下、新家治、中島治之の10人

### 井上ひろしとドリフターズ
- 1957年11月、山下は曲直瀬信子（渡辺プロ名誉会長渡辺美佐の妹）の手でバンドグループウェスタンキャラバンへ引き抜かれて脱退し、代わりのボーカルとしてバンドボーイから井上ひろしが昇格。
- 1958年初頭に後の2代目リーダーとなる桜井輝夫が加入する。
- 1958年5月、バンド名を「井上ひろしとドリフターズ」に変更したが、井上はバンドリーダーではなかった。井上は「ミュージックライフ」1958年4月号のウエスタンロカビリー部門では20位に入っていた。
- バンドボーイから1958年8月に正メンバーへ昇格した坂本九も一時在籍。
- 坂本はバンド内でボーカル兼ギターではあったが、アイドル顔好きの岸部から「その顔ではメインボーカルは無理」と言われ、主にギターを任される事となった。
- しかしどうしてもメインボーカルとしてやっていきたい思いが強かった事から、日劇ウェスタンカーニバル出演後にこれまた曲直瀬信子に見初められて加入後わずか6ヶ月余りで引き抜かれ、「一旦芸能界を休業し学業に専念のため脱退」という形を取った後、ダニー飯田とパラダイスキングへ加入した。
  - この時、岸部は、渡辺美佐の依頼を受け、日劇ウェスタンカーニバルの構成を手伝ったにも拘わらず、引き抜かれた事でかなり立腹していた。
- その後、坂本の後釜として城操（ボーカル）、小山仁義（ボーカル兼ギター）が加入する。
- 1959年3月に、東芝レコードから井上ひろしとドリフターズとして「銀のランプ／白い霧のブルース」を出している。
- 同年夏には小野ヤスシも加入したが、小野加入直後の同年秋には井上が脱退した。
- 1959年春、岸部はバンドを辞め渡辺プロダクションの嘱託マネージャーとして井上の売り出しに本腰を入れる事にする。
- 2代目リーダーを桜井が務めるが、大きな音楽の方向性は岸部の意向が大きかった。
- 当時ドリフはロカビリーが売りのバンドであったが、岸部が井上を売り出すために徐々に歌謡曲を歌うようになり、井上のバックバンド的な存在となってしまった。  
  - 当時のメンバー1（1958年ごろ）：岸部、鈴木、吉田、新家、能勢タケミ、桜井輝夫、井上ひろしの7人
  - 当時のメンバー2（1958年ごろ）：岸部、鈴木、吉田、新家、能勢、桜井、井上、坂本九の8人
  - 当時のメンバー3（1958年ごろ）：岸部、桜井、鈴木、吉田、新家、能勢、井上、城操、小山仁義の9人
  - 当時のメンバー4（1959年ごろ）：桜井、鈴木、吉田、新家、能勢、井上、城、小山、青木次男の9人

### 桜井輝夫とドリフターズ
- 1959年11月、井上の独立と相前後して桜井と青木、バンドボーイ的な立場だった小野以外のメンバーが、桜井の路線変更に反発し全員脱退。
- 1959年12月、一部メンバー（能勢、吉田）が柳田六合雄をリーダーとするファイブ・サンズを結成して単独及び井上のバックバンドとして活動を始める。
  - これでザ・ドリフターズは解散の危機に見舞われ、桜井は歌謡曲路線と決別してグループ名も「桜井輝夫とドリフターズ」となる。
- グループにはメインボーカルがおらず（桜井と小野はセカンドボーカル）、苦肉の策として専属シンガー高松秀晴をメインボーカルとして加えてバンドとしての体を整えていた。
  - 当時のメンバー1（1960年ごろ）：桜井、青木、小野の3人
  - 当時のメンバー2（1960年ごろ）：桜井、青木、小野、高橋一、宮本次郎、藤井満男、米林貞夫、※高松秀晴（専属シンガー）の7人
  - 当時のメンバー3（1960年ごろ）：桜井、青木、小野、高橋、宮本、藤井、米林、小山威、※高松（専属シンガー）の8人
  - 当時のメンバー4（1961年ごろ）：桜井、青木、小野、高橋、宮本、藤井、米林、小山、横川七郎、※高松（専属シンガー）の9人

### 碇矢長一とザ・ドリフターズ
- 1962年、桜井がコミカル路線を強化するため「ジミー時田とマウンテンプレイボーイズ」のベーシストをやっていたが、演奏の合間のお笑いに熱を入れすぎたり、交通事故を起こしてバンドから孤立していた碇矢長一（いかりや長介・当時は芸名でなく本名）をヘッドハンティングした。
- 碇矢は、アメリカ合衆国の一流ミュージシャンが演奏だけではなくジョークもうまい事に感銘を受けて司会やコミカルな演奏を行うようになったが、これが客層が音楽目当てとギャグ目当てに二分される原因となり、時田は内心不満に思っていたという。
  - その少し前には「クレイジー・ウエスト」（ミッキー・カーチスのバック・バンド）のメンバーだった加藤英文（加藤茶・同じく当時は芸名でなく本名）が、コミカル路線に興味がなく脱退したドラマーの後釜として田中の誘いで参加し、メンバーとしての活動を始めていた。
- 加藤の証言では「ドリフ加入時には総勢15人のメンバーがいた」との事であった。
- 碇矢は、自分が移籍してきた直後に、マウンテンプレーボーイズ時代から旧知の間柄でコミック向きだったジャイアント吉田を誘ってドリフに加入させる。
- 碇矢がリーダー代行という形で「碇矢長一とザ・ドリフターズ」に改称（この時にドリフターズの頭に「ザ・」が入るようになった）し、ドリフを本格的なコミック・バンドとして9人で再々編して出発する事になる。しかし完全にコミックバンドへ方向転換し始めた矢先、コミカル路線に難色を示すメンバー（田中、三好）が脱退。
- その後、暫くして青木も移籍という形で脱退したため、メンバーに飯塚を加える事となる。これが、現在万人に知られているドリフの母体・原形である。
- 1962年の『味の素ホイホイ・ミュージック・スクール』において、ザ・ドリフターズ史上初のレギュラー番組となった。
  - この時のメンバー1（1961年ごろ）：桜井、青木、小野、小山、田中義夫、三好明の6人※高松（専属シンガー）
  - この時のメンバー2（1962年ごろ）：桜井、青木、小野、小山、田中、三好、加藤英文、碇矢長一の8人 ※高松、木の実ナナ[53]（専属シンガー）
  - この時のメンバー3（1962年ごろ）：桜井、青木、小野、小山、田中、三好、加藤、碇矢、ジャイアント吉田の9人 ※高松、木の実
  - この時のメンバー4（1963年1月）：桜井（エレキギター）、小野（コンガ）、高松、木の実、吉田（以上アコースティックギター、及び前述5人はボーカル兼任）、田中（テナーサックス）、小山（エレキギター）、青木（ビブラフォン）、三好（ピアノ）、碇矢（ベース）、加藤英文（ドラム）の11人で「桜井輝夫とドリフターズ」と呼称、この時点で業務提携先事務所は渡辺プロダクション[54]。
  - 当時のメンバー5（1963年ごろ）：桜井、青木、小野、小山、加藤、碇矢、吉田の7人※高松、木の実
  - 当時のメンバー6（1963年ごろ）：桜井、小野、小山、加藤、碇矢、吉田の6人
  - 当時のメンバー7（1963年ごろ）：桜井、小野、小山、加藤、碇矢、吉田、飯塚文雄の7人

### ドンキーカルテットとの分裂
- 1963年、桜井は徐々にライブに出演しなくなるが、名目上のリーダーとしてバンドの采配を握っていた。
- 同年碇矢がリーダーになり[55]リーダーとして練習の鬼と化した。また、この時期に「碇屋長兵衛」という芸名で出ている。
- 1964年、碇矢のワンマンぶりに耐えかね、小野、吉田、飯塚、猪熊が揃って脱退、「ドンキーカルテット」を結成する。宙ぶらりんの状態となった加藤をどうするかで碇矢と脱退組との間で協議が行われたが、脱退組がグループ名を「カルテット（4人組）」と決めていた事で変更が難しいのと、当時辛うじて顔が売れていた加藤を残留させればドリフは残せるという小野の考えから、小野はドリフに残るよう加藤を説得した。
  - この件について、加藤はいかりやの存命中はネタとして「長さんに‌‌あの顔で『お前はどうするんだ!!』って言われたら『やっぱり残ります…』って言いますよねぇ」といかりやの顔の迫力に負けて残留を決めたように経緯を語ることが多かったが、いかりやはこれを「受け狙いのフィクション」と否定し、実際は桜井が普通に「加藤、お前はどうするんだ?」と訊いたのが真相であり、加藤もいかりやの死後は真相を話すようになった。
- 小野らが正式に脱退を決めていないうちから4人での仕事をブッキングしていたのに違和感を覚えた事も、加藤が残留を決めた理由の一つだったという。
- 小野らの脱退のきっかけは、碇矢がコントの練習中に身が入らないメンバーに対して怒り出し、「お前らなんか辞めちまえ!」と恫喝した事である。
- これに小野らは既に水面下でグループ名を決め、脱退後の仕事もブッキングしていた事で「仰せの通り辞めさせて頂きます」と脱退表明の意思を示してしまい、この事態に焦った碇矢は、この4人が京都へ移動する際の列車の車内にまで追い掛けてまで「俺が辞めるからドリフに残ってくれ」と何度も説得した。
- 小野らは、碇矢がリーダー代行となった当初から音楽よりもコントを重視する姿勢に嫌気が差していたが、ドリフが売れ始めようやくまともな収入を得られるようになっていた事から仕方なく残っていただけであり、結局脱退する運びとなった。騒動の責任を取り桜井がリーダーを辞めて正式に碇矢が3代目のリーダーになったが、引き続き桜井はオーナー的立場で面倒を見た。
- 残されたメンバーはリーダーでベースの碇矢、ドラムの加藤、エレキギターの小山、渡辺プロとのつながりからメンバー入りしたサックスの綱木だったが、小山は病気で入院中で、また綱木は臨時雇いであり、実質のメンバーは碇矢と加藤の2人だけだった。
  - 1963年ごろのメンバー：桜井、小野、小山、加藤、碇矢、吉田、飯塚、猪熊虎五郎の8人
  - 1964年ごろのメンバー：桜井、小野、小山、加藤、碇矢、吉田、飯塚、猪熊、綱木文夫の9人
  - 1964年3月のメンバー：碇矢長べエ、小山、小野、綱木、吉田、加藤、飯塚の7人でリーダーは碇矢、グループ名は「笑いのドリフターズ」[55]
  - 1964年ごろのメンバー：桜井、碇矢、小山、加藤、綱木の5人

### 高木と荒井の加入
- 1964年9月、主力メンバーの大量脱退でピンチに陥ったドリフは、この時点で急遽「シャドウズ」やジェリー藤尾のバンド「パップ・コーンズ」などに在籍していた高木友之助（高木ブー）を引き入れ、さらに「クレイジー・ウエスト」のピアニストだった荒井安雄（荒井注）が同時期に加入し、もう1名コンガの石川サダオの3名が加入。
  - この時はまだ桜井が新加入メンバーの人選に関わっており、ドリフはこの時点でオーナー桜井を含めて8名での再出発となった。

この時のメンバー1（1964年ごろ）：碇矢、加藤、小山、綱木、高木友之助、荒井安雄、石川サダオ（後に石川春に改名）、桜井（オーナー）の8人

### 小山の脱退と仲本の加入
- 1964年冬、小山はバンドが完全にコミックバンドへ移行するのに興味がない事と体調不良もあり、脱退する意向を示した。後釜として碇矢が高木に早急なメンバー補充を求めた。
- 1965年初頭、予定通り小山と新メンバーの石川が脱退した後に「クレイジー・ウエスト」でのボーカル経験があり、「パップ・コーンズ」にも在籍した事があり高木とは顔なじみの仲本興喜（仲本工事）が参加。
- ここで初めて誰もが知る5人のメンバーが揃った。またこの後しばらくは綱木が正メンバーとして在籍していて6人構成だった。
- この頃までは、ドリフターズはジャズ喫茶出演が中心で、全国的には無名に近いバンドであり、辛うじて加藤の「カトちゃんぺっ」のギャグがテレビ放映でわずかに知られていた程度である。
  - 当時のメンバー（1965年ごろ）：碇矢、加藤、綱木、高木、荒井、仲本興喜、桜井（オーナー）の7人

### 桜井と綱木の脱退・ナベプロ移籍
- 1965年夏ごろ、綱木は正メンバーとして残りたがっていたがコメディには向いていないと判断され、脱退となる（この時はメンバーの補充はなかったため、以後はオーナーを除いて5人体制となった）。
- その後、桜井の意向によりドリフは渡辺プロとの業務提携から所属へ変更となり、桜井はドリフターズから完全に身を引いた。
- 1965年10月、『歌え!一億』が放送開始。ドリフにとってフジテレビでは初のレギュラー番組となった。
- ここまでの経緯はあまり記録に残されていない事もあり、詳細不明の部分も多い。
- 新生ドリフは、桜井の影響が完全になくなって碇矢が名実ともにリーダーになり、グループ名もリーダーの名前の冠が取れて「ザ・ドリフターズ」に改称したこの時期以降の事を指す。
- 志村の加入は桜井の脱退後であるため、新生ドリフメンバーの中では志村のみ桜井と面識がない。
  - 当時のメンバー（1965年-1974年3月31日）碇矢、加藤、高木、荒井、仲本の5人
- 1966年、日本武道館にて、イングランド（イギリス）の世界的ロックバンドのビートルズの公演の前座をザ・ドリフターズが務めることになった[56][57]。
- 1966年春、メンバーは事務所の先輩ハナ肇に芸名をつけられる。その後に「いかりや長介とザ・ドリフターズ」と名乗る事もあった（短期間ながら、初期には「いかりや長一とザ・ドリフターズ」と称した事もある）。これ以降、碇矢の名を「いかりや」と記述する。
- ドリフは、ポスト「クレージーキャッツ」を自負するコミックバンドとしてジャズ喫茶出演やテレビ出演を行っていた。
- 後述する『大正テレビ寄席』出演の頃からコントに軸足を移すようになる。この番組で後のライバルとなるコント55号と出会う。この頃から徐々にドリフの人気が高まる。
- いかりやはこのメンバーを急場凌ぎと捉え、いずれ整理しようと自著『だめだこりゃ』に記している。
- 音楽面に有能なメンバーが抜けて、新メンバーは音楽面では劣ると見ていた（特に荒井は満足にピアノが弾けなかった）からである。
- 『大正テレビ寄席』の山下武プロデューサーによれば、お笑いの技量はドリフがドンキーを凌いでいたという。
- 番組としてはもっと出てほしかったが、諸般の事情（司会の牧伸二がドンキーカルテットと同じ事務所だったこと）により数回の起用に留まり、そのためにドリフよりもドンキーを重用していたとのことである。
- 1966年10月、『あなた出番です!』でザ・ドリフターズは正式な司会を務めた。
- 1967年4月からはザ・ドリフターズの初の冠番組『ドリフターズドン!』が放送された。

### 喜劇映画の主役として進出したザ・ドリフターズ
- 1967年には松竹映画『なにはなくとも全員集合!!』で初主演を果たし、1975年までザ・ドリフターズ主演映画シリーズが続けられた。
- 1967年10月には2本目にあたるドリフ出演映画『ドリフターズですよ!前進前進また前進』が公開された。
- 1968年1月、3本目のドリフ出演映画『やればやれるぜ全員集合!!』が公開された。
- 同年1月、『進め!ドリフターズ』が放送された。ザ・ドリフターズ初のゴールデンタイムの番組となった。
- 1968年4月、4本目のドリフ出演映画『ドリフターズですよ!盗って盗って盗りまくれ』が公開された。
- 1968年9月、5本目のドリフ出演映画『ドリフターズですよ!冒険冒険また冒険』が公開された。
- 1968年、『大正テレビ寄席』や『あなた出番です!』を見ていたコメディアン志望の志村康徳（志村けん）が付き人として加入。この頃のドリフの番組は、コント55号に押され気味だった。

- 1969年1月、6本目のドリフ出演映画『ドリフターズですよ!特訓特訓また特訓』が公開された。
- 1969年4月、7本目のドリフ出演映画『ドリフターズですよ!全員突撃』が公開された。
- 1969年7月、8本目のドリフ出演映画『いい湯だな全員集合!!』が公開された。

### 『全員集合』開始から荒井の脱退まで
- 1969年10月4日、テレビプロデューサーの居作昌果の誘いにより、ザ・ドリフターズ主役で、なおかつ史上最大であり、象徴的な生放送型の冠番組の『8時だョ!全員集合』放送開始された[58]。（詳しくは8時だョ!全員集合の歴史を参照）。「コント55号」を人気の面で圧倒し、ドリフは一躍お茶の間の人気者となった一方で『全員集合』は低俗番組のレッテルを貼られ、ドリフは人気と引き換えにPTAと地婦連から目の仇にされた。
  - 『8時だョ!全員集合』の全体の平均視聴率は27.3%で、最高視聴率は1973年4月7日放送の50.5%（ビデオリサーチ調べ、関東地区にての数値）であった。この50.5%という数値は日本のバラエティ番組史上の最高視聴率[注釈 9]である[59]。
  - 同番組は日本の土曜夜の黄金期を象徴する番組であった。このため、後年TBS系の番組名場面集などで取り上げられることが多く、番組終了から40年近く経つ現在も高い知名度と影響力を誇っている。
  - 最盛期には40% - 50%の視聴率を稼ぎ、「お化け番組」「怪物番組」と呼ばれ、「土曜8時戦争」と呼ばれる視聴率競争でもほぼ無敵の存在であった[60]。
- 同年にはバラエティ番組『ドリフターズ大作戦』が放送開始。
- 1969年12月31日、9本目のドリフ出演映画『ミヨちゃんのためなら全員集合!!』が公開された。
- 1970年には 『週刊少年ジャンプ』（集英社） からザ・ドリフターズのメンバーをモデルとした『漫画ドリフターズ』を連載開始した。
- 1970年5月には『全員集合』の学校コントがモデルとなった『ドリフのドパンチ!学園』が放送開始された。
- 1970年8月、10本目のドリフ出演映画『ズンドコズンドコ全員集合!!』が公開された。
- 1970年、『全員集合』を見ていたお笑い好きのバンド青年、諏訪園親治（すわ親治）が加藤の運転手として加入した。2年後に見習いとして『全員集合』に出演。
- 1970年12月、11本目のドリフ出演映画『誰かさんと誰かさんが全員集合!!』が公開された。
- 1971年4月『日曜日だョ!ドリフターズ!!』が日本テレビ系列局で公開生番組として開始された。
- 1971年8月、12本目のドリフ出演映画『ツンツン節だよ全員集合!!』が公開された。
- 1971年12月、13本目のドリフ出演映画『春だドリフだ全員集合!!』が公開された。
- 1972年2月から、1974年2月まで『クイズの王様』においてハナ肇とクレージーキャッツと共にコントレギュラーとして活躍した。
- 1972年8月、14本目のドリフ出演映画『祭りだお化けだ全員集合!!』が公開された。
- 1972年12月、15本目のドリフ出演映画『舞妓はんだよ全員集合!!』が公開された。
- 1973年春、『スター・オン・ステージ あなたならOK!』でザ・ドリフターズは進行役を務める。
- 1973年8月、16本目のドリフ出演映画『チョットだけョ全員集合!!』が公開された。
- 1973年10月、単発特別番組枠の『ビッグスペシャル』が放送開始された。 放送された企画のサブタイトルがほぼ「ドリフ」と記載されていた事から、この番組は事実上、ザ・ドリフターズの冠番組となった。
- 1973年秋、荒井が年齢による体力の限界を理由に脱退を表明（綱木に次いで8年半ぶりの2人目の新生ドリフメンバーの脱退）。荒井の後釜選びで悩んでいたいかりやであったが、加藤の推薦もあり志村を正式なメンバーに加える事を決断。
  - 志村はマックボンボン（1971年-1973年）として芸能活動の経験はあったものの、ドリフターズの番組内での知名度は低かったため「荒井の後釜はすわだろう」との声は多く、志村の抜擢に違和感を覚えたファンも多かった。
- この時点でのすわは志村とは異なり正式に芸能界デビューを果たしてはいなかったものの、『全員集合』ではブルース・リーのものまねを行うなど人気はあった。
- 1973年12月、17本目のドリフ出演映画『大事件だよ全員集合!!』が公開された。
  - 当時のメンバー（1974年4月1日-2004年3月20日）：いかりや、加藤、高木、仲本、志村けんの5人

### 志村の加入から『全員集合』終了まで
- 1974年3月30日、荒井が脱退し、志村が正メンバーとなる(このころ6人でブラジル旅行を敢行している[61])(最後の出演番組は4月2日のおめでとう新入学だよ!ドリフターズ(NET系列)[62]。
  - しかし、新人の志村が軌道に乗らず人気に陰りが見え、萩本欽一の番組（フジテレビ『欽ちゃんのドンとやってみよう!』）に再び押され気味となった。
- 1974年8月、18本目のドリフ出演映画『超能力だよ全員集合!!』が公開された。
- 1974年12月、19本目のドリフ出演映画『ザ・ドリフターズの極楽はどこだ!!』が公開された。
- 1975年4月1日に「TBS開局20周年」と「腸捻転解消」を記念して放送した『20年だョ!全員集合』が放送され、好評を集め、その後ザ・ドリフターズは春と秋の改編期に特別番組として生放送されたバラエティ番組『4・10月だョ!全員集合』 か新たに放送開始。
- 1975年8月、20本目のドリフ出演映画『ザ・ドリフターズのカモだ!!御用だ!!』が公開された。
- 1975年には夏休みと称し2か月休養した。この間2週間合宿し、演奏の練習をするなど、志村が入ってからもバンドとしての活動は続けようとした形跡が見られ、残りの時間は休息したが、いかりやのみアフリカへ旅行した[63]。
- 1975年10月7日には『ドリフの昭和大爆進』が放送開始された。
- 1975年12月、21本目のドリフ出演映画『正義だ!味方だ!全員集合!!』が公開された。本作品が最後の映画となった。
- 1976年、志村は東村山音頭を大ヒットさせ、その後も加藤・志村のヒゲダンスも日本中で人気を集め、再びドリフはお笑い界の頂点に返り咲く。
- 1976年6月8日には『ドリフのバカ笑い大爆進』が放送開始された。
- 1977年2月には『ドリフ大爆笑』、すわを含めた6人構成の『飛べ!孫悟空』が放送開始される。この絶頂期は1980年代初頭まで続く。
- 1977年4月、ザ・ドリフターズのメンバーと森光子によるコント番組『ドリフと女優の爆笑劇場』が放送開始された。
- 1980年には志村の「カラスの勝手でしょ〜」（童謡『七つの子』の替え唄）が人気を博した。
- 1981年2月には志村、仲本工事、TBSプロデューサーの居作昌果と共に競馬のノミ行為容疑で任意聴取を受け書類送検されたことが発覚した[64]。
  - この事件で志村と仲本は1か月間謹慎となり、以降しばらく『全員集合』などへの出演やCMの放送など見合わせとなった[64]。
- 1983年頃には全体の纏め役を加藤と志村に任せるようになり、更に『全員集合』は視聴率で『オレたちひょうきん族』に抜かれ、ドリフ人気に再び陰りが見え始める。
- 1985年には16年間続いた『全員集合』が終了、さらに同年に『全員集合』の終了と相前後する形ですわが付き人を辞めた。
- 同年1985年、ザ・ドリフターズは『クレージーキャッツ結成30周年記念特別企画 アッと驚く!無責任』に出演し、先輩にあたるハナ肇とクレージーキャッツと共に、合同コントを行った。

### 『全員集合』の終了後
- 1985年の『全員集合』終了後、加藤と志村は『加トちゃんケンちゃんごきげんテレビ』を立ち上げ、また加藤と志村が各々単独で冠番組を持つ（『志村けんのだいじょうぶだぁ』や『志村けんのバカ殿様』、『志村けんの失礼しまぁーす!』『いつみ・加トちゃんのWA-ッと集まれ!!』『やったぜ!加トちゃん』など）お笑いタレントとして活躍し始め、いかりやは俳優、高木はミュージシャン、仲本は舞台とそれぞれの活動に励むようになる。
- 1986年1月、加藤と志村は、正式なコンビではないものの｢加トちゃんケンちゃん｣を結成（1986年 - 2020年）。
- 1988年12月から4年間『ドリフのクリスマスプレゼント』がクリスマスシーズンを中心にフジテレビ系列局で放送された
- 1992年には加藤と志村はテレビ番組『KATO&KENテレビバスターズ』を立ち上げ、2人は再び人気を博した。
- 1990年代半ば、志村のゴールデンタイムのレギュラー番組が終了すると『大爆笑』にて久々に5人全員のコントが復活するようになる。
- 1999年、仲本・高木・加藤がこぶ茶バンド（1999年-2020年）を結成し、地方巡業を行うようになった[注釈 10]。
- 1999年末に富士フイルムのテレビCMで荒井を含めて、久々の6人による「全員集合」となり健在ぶりを見せたが、荒井は翌2000年2月9日に肝不全のため死去。
- 2000年代に入るとザ・ドリフターズのメンバーが再びそれぞれバラエティーやトーク番組、ドラマや舞台、CMなどに出演するようになった。
- 2001年8月に『第33回思い出のメロディー』に出演し、歌とコントを披露した[65]。大晦日には『第52回NHK紅白歌合戦』に正式な歌手として最初で最後の出場を果たす。
- 2003年12月8日、『ドリフ大爆笑』の最新オープニングの収録に臨み、2年ぶりに5人揃っての最後の「全員集合」となった。

### いかりやの死去後
- 2004年3月20日、リーダーのいかりやがリンパ節がんのため死去[66]。
  - 加藤がいかりや死去時に読んだ弔辞で「俺たち、これから4人[注釈 11]でドリフターズ、やっていくよ。あんたが残した、財産だからね」と語ったように、いかりや死去後もザ・ドリフターズを解散せずに4人で存続する事を明言した。
  - 当時のメンバー（2004年3月21日-2020年3月29日）：加藤、高木、仲本、志村の4人
- 2005年、『中居正広のテレビ50年名番組だョ!全員集合笑った泣いた感動したあのシーンをもう一度夢の総決算スペシャル』でワンコーナーの短い時間ながら、SMAPの中居と4人のメンバーでコントをした[67]。
- 2006年7月1日、いかりや死去後、初のドリフ4人が揃って出演した「ケーズデンキ」のCMが放映された。このCMは2015年3月まで続いた。
- 2010年、『ドリフ伝説最終章 8時だョ！全員集合 大笑いの4時間SP!』が放送され、ザ・ドリフターズのメンバーが出演した[68]。
- 2016年には、ザ・ドリフターズのベスト・アルバムとして「ザ・ドリフターズ ヒットコレクション〜ドリフだョ!なかにし礼だョ!全員集合〜」が販売された。
- 2017年、『志村けんのだいじょうぶだぁスペシャル』で12年ぶりに4人揃って共演した[67][69]。
  - 尚、この12年の間に4人の共演が全く無かった訳ではなく、TBSで2008年から不定期に放送された『全員集合』のスペシャル番組やケーズデンキ・FEVERのCM及び加藤のデビュー50周年パーティ[70]では4人揃って共演している。4人でテレビでコントをするのは前述の通り12年ぶりにして最後となる。
- 2019年2月14日にザ・ドリフターズの初代リーダーの岸部清が死去した[28]。
- 2020年3月29日に志村が新型コロナウイルスによる肺炎で死去[71]。残りはこぶ茶バンドのメンバーだけになったため、事実上ザ・ドリフターズに吸収される形で解散となった。
  - これにより、加藤と志村のコンビである加トちゃんケンちゃんも消滅した。
  - 当時のメンバー（2020年3月30日-2022年10月19日）：加藤、高木、仲本の3人
- 2020年4月、フジテレビが志村けんへの追悼番組を放送し、加藤、仲本、高木の3人が出演した[72][73]。視聴率は20%を超えた[74]。
  - 同年の『24時間テレビ』には3人揃って出演、バンド演奏やひげダンスなどを披露した。
- 2020年12月、フジテレビが『ドリフ・バカ殿・志村友達大集合SP』を放送し、加藤、仲本、高木の全メンバーが参加した[75]。死去した志村のコントをメインの番組であった。
- 2021年7月、月1回放送の新番組『もリフのじかんチャンネル 〜ももいろクローバーZ×ザ・ドリフターズ〜』がニコニコ生放送で開始となった[76]。3人揃って出演し、年の差が50歳以上もあるももいろクローバーZのメンバーと、お互いの文化や価値観をトークやゲームを通して共有する[77]。
- 2021年9月に『ドリフに大挑戦スペシャル』がフジテレビにて不定期に放送開始。ドリフを愛してやまない30名超の芸能人が「ドリフ・ラヴァーズ」として、「もしもシリーズ」を始めとした様々なドリフの名作コントに挑む。また彼らと共に、ザ・ドリフターズの加藤・仲本・高木の3人も新作コントに再び参加する事になった[78]。
- 2021年11月、上記の番組の企画で日本武道館での音楽・コントライブを開催[79]。 同所のステージに立つのは、1966年に行われたビートルズの来日公演での前座以来となった。
- 2021年12月、『年忘れにっぽんの歌』に加藤・仲本・高木の3人がザ・ドリフターズとしてステージに出演した[80]。
- 2022年5月、第2回『ドリフに大挑戦スペシャル』が放送された[81]。以下の理由により、これがドリフメンバー3人による最後のコントとなった。
- 2022年10月19日、仲本が交通事故による急性硬膜下血腫のため死去した[82][83][84]。 
  - 現在のメンバー：加藤、高木の2人
- 2022年12月15日、フジテレビは仲本工事への追悼番組を放送した[85][86][87][88]。
- 2022年12月31日、「ドリフ大爆笑」の名作コントのデジタルリマスター版の映像がYouTubeにて順次公開される[89]。
- 2023年1月1日、第3回『ドリフに大挑戦スペシャル』が放送された[90]。加藤と高木の2人が出演した。
- 2023年6月、イザワオフィスのYouTubeチャンネルで、新企画『ドリフ麻雀』がスタート[91]。
- 2023年7月17日、第4回 『ドリフに大挑戦スペシャル』が放送された[92]。加藤と高木の2人が出演した。
- 2024年1月1日、第5回『ドリフに大挑戦スペシャル』が放送される予定だったが、能登半島地震発生のため、11日に変更された[93][94][95]。

### 今後
志村の死去後に高木と仲本は「ザ・ドリフターズの最後のメンバーが世を去ると同時に正式に終焉（解散）とする」方針を採る事にしたと発言した。

## リーダー制
1956年に結成されて以来、岸辺（または大野、もしくは岸辺・大野の2人制）・桜井・いかりや、とリーダーが代替わりしてきたが、いかりやが死去した2004年以降はリーダー制が事実上廃止され、誰がリーダーとの取り決めはない。これは、それまでのいかりやの積み上げてきた功績から、メンバー全員がいかりやを永世リーダーと考えているためである。
ただし、メンバーがテレビ番組などに出演した際、桜井リーダー時からの最古参であること、代表としてコメントを出す機会が多いこと、メンバーに物故者が出た場合は代表で弔辞を読むこと、などの理由から、加藤が事実上のリーダーとなっている。

## テレビ出演

### レギュラー出演番組
ドリフターズ全員出演、もしくはドリフを冠するものに限る（高木の骨折やメンバーの死去などによって欠けた場合を除く）。
- 『味の素ホイホイ・ミュージック・スクール』（1962年 - 1965年、日本テレビ系列）
ドリフ初のレギュラー番組。鈴木ヤスシとドリフターズ元メンバーの木の実ナナが司会のオーディション番組。ドリフは、コーナーレギュラーで音楽コントを披露していた。この番組で全員集合やごきげんテレビなどドリフ番組の座付き作家となった田村隆や以後のNTVドリフ番組を全て演出した白井荘也と出会うことになる。初めの頃は小野等も出ていたが、前述したクーデターの後には出演メンバーの変遷が見られ、後におなじみの5人のみの出演となる。この番組の後、ドリフはテレビレギュラー出演が増える。
- 『大正テレビ寄席』（1963年 - 1978年、NETテレビ〈現：テレビ朝日〉系列）
牧伸二の司会で渋谷東急文化会館にて収録。毎週日曜日の正午に放送された。「5秒間に1回笑わせる」ことをキャッチフレーズとして、様々な芸人による芸を披露した公開演芸番組（ネタ番組）。いかりやは、この番組で東西の寄席芸人やストリップ小屋のコメディアン、キャバレー主体の芸人といったあらゆるお笑い芸人と知遇を得て懇意にし、また彼らの様々な芸に触発され自分達のコントの形態を研究。その結果、今日に至るドリフのコント戦略の方針ができ上がった。また、コントグループとしてのドリフの知名度が上がった番組でもある。
当時、ドリフはコミックバンドとして主に演芸番組にゲスト出演していた。『お茶の間寄席』（フジテレビ系列）『テレビ演芸場』（テレビ朝日系列）『かねてつトップ寄席』（ABC）など。第一次演芸ブームのメンバーとして、ドリフも含まれていたのである。提供は大正製薬。
- 『歌え!一億』（1965年、フジテレビ系列）
伊東ゆかりとドリフによる歌謡番組。視聴率が伸びず、スポンサー（日本レイヨン〈現：ユニチカ〉一社提供）と局スタッフを集めた会議にて、高木が大いびきをかきながら居眠りをしてしまい、スポンサーを怒らせて番組終了となった。
- 『新春かくし芸大会』（1966年 - 1995年、1997年、2001年、フジテレビ系列）
85年でいかりやが勇退してからも、86年は4人で、87年は高木と加藤志村の三人で、88年以降は加藤志村の二人で、92年以降は加藤茶が出演、96年は無出演で、97年に高木加藤が出演、2001年に高木が一人で出演したのが最後となった。
- 『土曜ショー』（1966年 - 1967年、NETテレビ〈現：テレビ朝日〉系列）
毎週、土曜日正午から1時間放送されていた高島忠夫司会のワイドショーで、ドリフはレギュラー。
- 『あなた出番です!』（1966年 - 1969年、日本テレビ系列）
伊東とドリフによる、オーディション番組。後に『ドリフターズ大作戦!』と番組名が変更される。『歌え!一億』の雪辱を果たし、視聴率がアップした結果、ドリフに海外旅行のプレゼントがあった。それまで、メンバーにも秘密だった荒井の真の年齢が、パスポートに生年月日を記入する際に加藤に盗み見され公表される。
- 『ドリフターズドン!』（1967年、TBS系列）
ドリフのTV初主演でもあるお笑い番組。藤村俊二が主題歌の振り付けとギャグアドバイザーを行う。
- 『進め!ドリフターズ』（1968年、TBS系列）
公開番組。職を探すドリフが毎回いろんな職に就いては失敗する内容。この番組の収録中にいかりやは首に下げていた笛が体に突き刺さり肋骨を損傷。この事故が原因でいかりやが倒れ、番組はそのまま打ち切りに。
- 『おれが一番!』（1968年、TBS系列）
人気タレント2人または2組が、コントやトークや歌をやる。
- 『ドカンと一発!』（1968年、TBS系列）
ナショナル劇場として、クレージーキャッツや藤田まことら豪華メンバーで作られたコメディドラマ。
- 『突撃!ドリフターズ』（1968年、TBS系列）
『チータ55号』の後を受けて登場した公開番組。ドリフが扮するガードマン会社「世界おたすけ商会」（SOS）に、毎回ゲストが仕事を依頼。
- 『ドリフターズ大作戦』（1969年、日本テレビ系列）
副題は『あなた出番です!』。既述の通り元々は副題が正式タイトルだった公開視聴者参加番組。出場者がのど自慢や珍芸を披露。ドリフは司会進行役兼出場者の応援団。
- 『8時だョ!全員集合』（1969年 - 1985年、TBS系列）
平均視聴率30%超（人気絶頂の数年間の平均視聴率は、40%を超えた）という、怪物公開生番組。最高視聴率は、プロボクサーの輪島功一をゲストに迎えた1973年4月7日の50.5%。この番組によって、ドリフは「土曜8時戦争」と呼ばれる視聴率戦争を長い間生き抜く。当時は、家庭用ビデオの普及していない（そして風呂付きの家も今より少なかった）時代で、その放送時間だった「土曜日の夜8時からの約1時間」はがら空き状態の施設や銭湯も多かった。キャンディーズも、その第二期より準レギュラー化する。膨大な生放送分を録画したものの中からセレクトされたものが、2004年になってDVD化され、その後もDVD化されている。
なお1971年と1979年は土曜日でないが正月にスペシャルを放送。
- 『ドリフのドパンチ!学園』（1970年、日本テレビ系列）
ゲストが校長、いかりやが教頭役に扮し、収録会場近辺の視聴者が生徒役。ドリフの他のメンバーが落ちこぼれ生徒役の公開学園コント。これが後の8時だョ!全員集合内の名物コントの1つである「学校コント」へとなった。いかりやがこの番組で腹話術を披露。第1回の新聞発表タイトルは「いかりやに隠し子発覚!?」。
- 『日曜日だョ!ドリフターズ!!』（1971年、日本テレビ系列）
渡辺プロが強引にTBS系列の『8時だョ!全員集合』を一時休止してまで製作した公開生番組。内容・構成は『全員集合』とほぼ類似。セットは後に同局の『ハッチャキ!!マチャアキ 』や『金曜10時!うわさのチャンネル!!』に流用された。
- 『クイズの王様』（1972年 - 1974年、フジテレビ系列）
土曜21時からの30分クイズ番組。司会は石坂浩二。ドリフはコーナーレギュラーで、クレージーキャッツと隔週で出演した。
- 『スター・オン・ステージ あなたならOK!』（1973年、テレビ朝日系列）
月曜20時からの60分オーディション番組。司会は高橋圭三。ドリフはサブ司会で、井上順と交代で出演した。また、後に全員集合に最もゲスト主演した一人であるあいざき進也がデビューしている。
- 『ビッグスペシャル』（1973年 - 1974年、テレビ朝日系列）
丸一年設けられた特番枠だがほぼ毎回ドリフの名前を冠するサブタイトルがつけられ事実上ドリフの冠番組と化していた。
- 『ドリフの昭和大爆進』（1975年10月7日 - 1976年3月23日、フジテレビ系列）
- 『ドリフのバカ笑い大爆進』（1976年6月8日 - 11月30日、フジテレビ系列）
- 『ドリフ大爆笑』（1977年 - 1998年、フジテレビ系列）
『8時だョ!全員集合』と共にドリフの代名詞ともいえるテレビ番組で、『昭和大爆進』や『バカ笑い大爆進』同様『火曜ワイドスペシャル』の月1回企画として放送された。「もしもシリーズ」「雷様」「バカ兄弟」「バカ殿様」などの名作コントが次々と生まれた。まだこの番組内で加藤と志村の2人がコントをする際に重視されたアドリブ重視・お色気路線のコントが『加トちゃんケンちゃんごきげんテレビ』、『志村けんのだいじょうぶだぁ』、『志村けんのバカ殿様』といった番組に受け継がれていった。現在、新作は製作されていないが、2003年12月23日、年末特番として編集版放送の際、オープニングとエンディングが新しく撮り直された。リーダーのいかりやが翌2004年に死去したため、この映像がメンバー5人が一堂に会した最後のものとなった。なお、このドリフとしての最後の映像は、2003年12月8日に撮影されたものである。このタイトルの後ろに、『ドリフ大爆笑'77』など、その年の西暦のうちの下2桁の数字が付く。
- 『ヤンマーファミリーアワー 飛べ!孫悟空』（1977年10月11日 - 1979年3月27日、全74回、TBS系列）
人形劇のアテレコではあるが、毎回のゲストも本物そっくりの人形でその本人がアテレコを担当した。ピンクレディーが主題歌を歌う（エンディングも同じ歌）。すわしんじは馬の役で、笑い声だけの出演。
- 『ドリフと女優の爆笑劇場』（1977年 - 1987年、NETテレビ→テレビ朝日系列）
『水曜スペシャル』枠で3か月毎に放送。
- 『TVプレイバック』（1985年 - 1989年、フジテレビ系列）
日曜22:00 - 22:30放送。萩本欽一司会、石田純一と向井亜紀がレギュラー回答者だったが、その他、ゲスト回答者とともに「ドリフターズゲスト」として各人が2週連続で出演のローテーションを組んだ。

他に、『テレビグランドスペシャル』、『ビッグワイド60分』、『4・10月だョ!全員集合』、などの単発物や特別番組を含めると、多数存在する。 
なお、インターネットテレビ（ニコニコ生放送）では2021年7月、月1回の生放送番組『もリフのじかんチャンネル 〜ももいろクローバーZ×ザ・ドリフターズ〜』が開始。同じく月1放送だった『ドリフ大爆笑』以来34年ぶりのレギュラー冠新番組となった。

### 単発出演番組
- 『スター千一夜』（1966年11月29日以降多数出演、フジテレビ系列）
- 『全員集合！ドリフターズ』（1967年4月23日、日本テレビ系列）
- 『全員集合！よいとまけ子守唄』（1967年10月7日、日本テレビ系列）
- 『オール・グループサウンズ大会』（1967年12月31日、フジテレビ系列）
日劇で司会を務めた
- 『NHK紅白歌合戦』（1967年 - 1969年、1971年、1972年、1974年、2001年、NHK総合・ラジオ第1）
- 『ザ・ドリフターズショー「ことしはこれで行こう!」』（1968年1月2日、TBS系列、トクホンの一社提供）
- 『ザ・ドリフターズショー』（1968年6月30日、日本テレビ系列）
- 『ザ・ドリフターズショー』（1969年1月19日、フジテレビ系列）
- 『夜のヒットスタジオ』（1969年7月14日以降多数出演、フジテレビ系列）
- 『ドリフターズとあゆみの大集合』（1969年6月22日、日本テレビ系列）
- 『ドリフターズの幕末番外地』（1970年1月1日、フジテレビ系列）
- 『ザ・ドリフターズの坊っちゃん』（1970年1月1日、NETテレビ系列）
- 『爆笑・ドリフターズ!!』（1971年1月2日、日本テレビ系列） - 明治座公演を放送
- 『ドリフの紀元前100万年』（1971年1月3日、フジテレビ系列）
- 『ドリフのアンタッチャブル』（1971年4月6日、フジテレビ系列）
- 『ドリフの南の島で全員集合!!』（1971年7月20日、フジテレビ系列）
- 秋祭りダヨ!ドリフターズ（1971年9月21日、CX）
- 『ドリフと歌おう』（1971年11月18日、TBS系列）
- 『ゆく年くる年』（1970年12月31日、1971年12月31日、民放テレビ全局） - 2年連続総合司会
- 『初笑いウルトラ寄席』（1972年1月1日、TBS）
- ドリフターズだ!全員変身!（1972年4月18日、CX)
- 『ドリフターズの何がなんでも全員集合！！』（1972年5月16日午後8時、フジテレビ系列、火曜ワイドスペシャル[97]）
- 『お年玉だよ!!ドリフターズ!!』（1973年1月2日、フジテレビ系列）
- 『真理ちゃんといっしょドリフターズ』（1973年1月23日、フジテレビ系列）
- 『ドリフのコントコーナー』（1973年10月16日、フジテレビ系列）
- 『ドリフターズ、懐メロ決定版!?』（1973年10月25日、日本テレビ系列)小野も出演
- 『ドリフも泳ぐよ・新春グァム島水泳大会』（1974年1月1日、NETテレビ系列）
- 『ドリフの温泉繁盛記』（1974年2月7日、日本テレビ系列）
- 『大騒動!ザ・ドリフターズ、引田天功に挑戦!!』(1974年3月19日[98]、フジテレビ系列火曜ワイドスペシャル枠)
- 『おめでとう！新入学だよドリフターズ』（1974年4月2日、1975年4月2日、1976年4月5日、NETテレビ系列）
親子を集めて学校コントを放送[注釈 12]。1977年以降はドリフと女優の爆笑劇場としてカウントされる、以下ドリフと女優の爆笑劇場としてカウントされる特番は記載されない、詳しくは当該項目参照。
- 『GO GOドリフ！大進撃だよ全員集合』（1974年5月14日、フジテレビ系列）
- 『初笑い！新年だよドリフターズ』（1975年1月1日、NETテレビ系列）
- 『ドリフの大江戸捕物帖』（1975年1月4日、TBS系列）
- 『全員集合ドリフターズ！』（1975年1月28日、フジテレビ系列）
- 『春だ!がんばれドリフターズ!』（1975年3月31日、NETテレビ系列及び朝日放送）
サブタイトルは「挑戦！ドリフの曲乗り一輪車！」、TBS系列の番組が関西朝日放送から流された最後の日に8時から高橋圭三司会で放送、なお翌日には『20年だョ!全員集合』が放送され『4・10月だョ!全員集合』に繋がる。
- 『ドリフターズ大逆襲!』（1975年6月10日、フジテレビ系列）
- 『初笑い！新年だョ！ドリフターズ・家光と彦左爆笑時代絵巻』（1976年1月1日、NETテレビ系列）
- 『ドリフターズ今年もドバッと全員集合！』（1976年1月27日、フジテレビ）
- 『ドリフの大爆笑！スター誕生物語』（1976年5月25日、フジテレビ）
- 『欽ちゃん・二郎さん・Oh〜ドリフ！秋だ目玉だ大進撃!!』（1976年9月28日、フジテレビ系列）
- 『特別企画だよ！ドリフターズ』（1976年10月4日、1983年10月14日テレビ朝日）
- 『ドリフだよ！ヒガシ村山河内ワォーオ！』（1976年11月23日、テレビ朝日）
- 『ドリフの初夢大爆笑!!』（1977年1月1日、テレビ朝日）
- 『初笑い！ザ・ドリフターズ全員集合!!』（1977年1月11日、フジテレビ系列）
- 『ドリフもすべるよ！'77オールスター紅白対抗スケート大会』（1977年2月23日、テレビ朝日）
- 『ザ・ドリフターズ全員集合!!』（1977年1月17日・5月17日、フジテレビ系列）
- 『ドリフターズ出づっぱり90分!』（1978年10月25日、テレビ朝日系列)海外ドキュメント、水曜スペシャル
- 『女子野球だよドリフターズ!』（1978年10月24日・1979年3月20日、フジテレビ系列）
ドリフ率いる野球チーム「パーフェクト」と、フジテレビが結成した女子プロ野球チーム「ニューヤンキース」、およびそのニューヤンキースから分離独立した「ブラックイーグルス」との野球大会。ニューヤンキースの試合はそれまで『全員集合』の真裏の『土曜グランドスペシャル』枠で放送していたので、初めての対決となる。なお1979年3月放送はニューヤンキース・ブラックイーグルス最後の試合。
- 『おめでとう!ドリフターズ!'79』（1979年1月3日、日本テレビ系列）
- 『'79大爆笑！ドリフONステージ決定版！』（1979年1月16日、フジテレビ系列）
- 『熱戦！オールスター・スペシャルナイター』（1979年10月24日、フジテレビ系列）
- 『10周年だョ！全員集合』（1979年10月8日、TBS系列）、荒井も出演。
- 『オリンパソン'80』（1980年5月5日、テレビ朝日）
- 『初笑い!ザ・ドリフターズ全員集合!!』（1981年1月13日、フジテレビ）
構成・演出もドリフターズが手掛け、更に少年少女合唱隊がフジテレビで放送された、なぜかファミリー劇場ではドリフ大爆笑の枠で再放送されている。
- 『長介のアフリカ人間旅行』（1981年10月14日、テレビ朝日） - 全員出演にもかかわらずいかりや名前だけを冠する珍しい番組
- 『ドリフをだませ！』（1982年8月11日、テレビ朝日系列） - 水曜スペシャル枠
- 『オールスター夢の球宴』（1981年3月17日、1983年11月1日、フジテレビ）
1978年3月以降中断（先述のニューヤンキースの試合中継のため）していた同番組を再開。ドリフは「スタッカート」のメンバーとなり、監督はいかりや長介、そして選手はドリフメンバーのほか、先述の「パーフェクト」メンバーだった郷ひろみや沢田研二らが参加した。
- 『熱球!熱戦!オールスター野球大会』（1982年3月31日、テレビ朝日）
『夢の球宴』メンバーによる野球大会のテレビ朝日版、水曜スペシャル。ドリフターズはトップファイターズに所属（監督はいかりや）
- 『ドリフのクリスマスプレゼント』（1983年12月23日 - 1988年12月23日、フジテレビ系列）、84年まではドリフ大爆笑同様OPで5人が踊る。
- 『ライオンスペシャル '83クリスマスキャロル 聖夜だヨ!120分』（1983年12月24日、TBS系列）全員集合の録画放送後、『ザ・サスペンス』を挟んで11時15分から生放送。
- 『ドリフのホノルルマラソン』（1984年1月17日、1986年12月15日、フジテレビ系列）、火曜ワイドスペシャルで放送、荒井もリポーター出演。
- 『秋だ！ドリフの大爆進!!』（1984年10月9日、日本テレビ系列）、舞台公演
- 『お正月だよドリフターズ～笑い門には福来たる‼（1986年1月2日、フジテレビ系列）[注釈 13]
ファミリー劇場ではドリフ大爆笑の枠で再放送されている。
- 『秋一番・ドリフターズ「ドリフ女子学園～今夜も大騒動～」』（1986年10月2日、日本テレビ系列、すわしんじも出演）[注釈 14]
- 『ドリフの昭和おもしろテレビ』（1989年4月23日・30日、フジテレビ） - ドリフを冠しているがメンバーでは加藤のみ、加えて高見知佳が出演し、昭和大爆進時代の映像を流した、2003年のドリフ大爆笑で流された大爆進時代の映像は第一回のオープニングを除いて全てこの放送と重複している。トークコーナーでは木の実ナナがいたころはロックもやっていたとしている。
- 『思い出のメロディー』（2001年8月11日、すわも併せて6人で出演、NHK総合・ラジオ第1）

### 日劇公演
- 1967年 『ザ・ドリフタ―ズショー』（6月10日 - 16日）
- 1969年 『ザ・ドリフタ―ズショー』（1月07日 - 13日）[注釈 15]
- 1970年 『ザ・ドリフターズショー』 - （5月29日 - 6月4日）[注釈 16]
- 1971年 『ザ・ドリフタ―ズショー』（1月8日 - 14日）
- 1972年 『ザ・ドリフタ－ズショ－』 - （1月8日 - 14日）
- 1973年 『ザ・ドリフターズショー』 - （1月13日 - 19日）[注釈 17][注釈 18]
- 1974年 『ドリフターズ!全員集合!!』 - （1月11日 - 17日）
- 1975年 『全員集合!!ドリフタ―ズ!』 - （1月14日 - 21日）[注釈 19]
- 1976年 『ドリフタ―ズ!今年もドバッと全員集合!』 - （1月14日 - 20日）[注釈 20]
- 1977年 『ザ・ドリフターズ!全員集合!!』 - （1月1日 - 10日）[注釈 21]
- 1978年 『初笑いザ・ドリフターズ 全員集合!!』 - （1月1日 - 10日）[注釈 22]
- 1979年 『初笑いザ・ドリフタ―ズ全員集合!!』 - （1月1日 - 10日）[注釈 23]
- 1980年 『初笑いザ・ドリフタ－ズ！全員集合!!』 - （1月1日 - 10日）
- 1981年 『初笑い!ザ・ドリフターズ！全員集合!!』 - （1月2日 - 11日）[注釈 24]

### 浅草国際公演
- 1972年 『ザ・ドリフターズ 何がなんでも全員集合!!』 - （4月29日 - 5月5日）
- 1973年 『ザ・ドリフターズショー』 - （4月30日 - 5月6日）
- 1975年 『ザ・ドリフターズショー』 - （5月1日 - 5月7日）[注釈 25]
- 1976年 『ザ・ドリフターズショー』 - （4月29日 - 5月5日）[注釈 26]
- 1977年 『ザ・ドリフターズショー』 - （5月3日 - 5月9日）[注釈 27]
- 1978年 『ザ・ドリフターズショウ』 - （5月1日 - 5月9日）[注釈 28]

この他にも67年3月と68年10月と69年10月にコマスタジアムでそれぞれ春の特別公演と秋の特別公演を行っている。

### 主なCM出演
- サンヨー食品「サッポロ一番 しょうゆ味」（1966年）- 初CM
- イカリソース（1970年）- 決め台詞は「チャッチュチョコブー」からの「俺はいかりや、ソースはイカリ」
- ぺんてる（1970年 - 1971年）
- トンボ鉛筆（1971年 - 1975年）- 71年では販促用に「首チョンパ」というノベルティグッズのおもちゃが配布され日本中で大ブームになった[99]。
- 池田模範堂「ムヒ」（1972年）
- 森永乳業「コーラス」（1974年）
- ブリヂストン自転車「シンクロメモリ」（1975年）- このCMからできた志村のシンクロのめり(シンロクもめり)は志村の最初のギャグのひとつ。
- エスビー食品「レインボーカレー」（1976年）
- カネボウ「タンメン」（1976年 - 1977年）- メンバー全員がタキシードで出演。
- ライオン歯磨（1977年 - 1978年）- ごきぶり全員集合、ライオン歯磨の殺虫剤
- 永谷園「ふりかけ」（1977年 - 1984年）- 81年に仲本・志村の二人がノミ行為の発覚で謹慎した際には、急遽いかりや・加藤・高木の三人のみ出演したバージョンが製作・放映された。
- ハクキンカイロ（1979年 - 1980年）
- 日本石油（現・ENEOS）「コレカード」（1997年）
- 富士フイルム「お正月を写そう」（1999年 - 2000年）- 荒井を含めた6人のメンバーと田中麗奈（弁才天）が七福神に扮した。荒井は毘沙門天、いかりやは寿老人、高木は布袋、仲本は恵比寿、加藤は福禄寿、志村は大黒天に扮していた。
- ケーズデンキ（2006年 - 2015年）- 4人体制では初のCM
- 三共 「CRフィーバードリフだよ!全員集合」（2009年）- CMの記者発表会中にドアから突然いかりやが登場し、4人が驚き、いかりやは「オイッスー！」と記者にコール&レスポンスをし、「5人」で「ドリフの大爆笑」を踊る内容であり、最後ではいかりやが「いってみよー！」で締めた。いかりやの出演シーンは過去の映像を基にした合成である。
- サントリー食品インターナショナル「伊右衛門」（2018年）-加藤、高木、仲本が出演し、宮沢りえ、本木雅弘と共演。最後に本木が扉を開けた後、3人の頭上にたらいが落ちてくるという内容
- サントリー食品インターナショナル「BOSS」（2021年 - 2022年）-「ドリフ大爆笑」「全員集合」の映像を使い、現代のさまざまな職業の人が楽しそうに「いい湯だな」を口ずさみ、歌でリレーしていく姿を重ね合わせる事で、働く人が思わず笑顔になるような映像に仕立てた。
- サントリー「人生には、飲食店がいる。」（2021年 - 2022年）- 映画『春だドリフだ全員集合!!』の一部が使われていた。

### NHK紅白歌合戦出場歴
| 年度   | 放送回 | 回 | 曲目                                         | 出演順 | 対戦相手 |
| ------ | ------ | -- | -------------------------------------------- | ------ | -------- |
| 2001年 | 第52回 | 初 | ドリフのほんとにほんとにご苦労さんスペシャル | 19/27  | 松田聖子 |

- 出演順は「出演順/出場者数」で表す。

### 補足
前述のCM出演（2000年放送）や、NHKの歌番組『第32回思い出のメロディー』でのコントと歌のコーナー出演（2001年）、同じく上記の紅白への出演、『ドリフ大爆笑』の総集編のオープニングとエンディング新収録（2003年放送）など、2000年以降に於いてほぼ一年に一度は、早期に脱退した綱木を除くメンバーが全員集合する機会や企画がとられていた。2002年のドリフ大爆笑ではいかりやが過去映像が格納されている金庫がようやく開いたから次回に期待という旨のコメントを残し、生前最後の大爆笑で特集された。2004年が結成40周年に当たり、様々な番組企画、イベントなどが事務所やテレビで予定されていたが、リーダーいかりやの死去が重なり、完全な「全員集合」は実現しなかった。
1975年3月31日に大阪の朝日放送（現・朝日放送テレビ）（ABC）と毎日放送（MBS）でテレビのネットワークが入れ替えられた際（ABCがTBS系列からNET〔現・テレビ朝日〕系列に、MBSがNET系列からTBS系列に変更）、MBSでのPRキャラクターをドリフターズが務めており、キャッチコピーも「4月から、4チャンネルだョ!全員集合」だった（「4チャンネル」はMBSのチャンネル番号）。

## ディスコグラフィ

### シングル
| 枚                                                                   | 発売日                      | タイトル | 収録曲 | 備考 | オリコン最高位              |
| 東芝音楽工業 / 東芝レコード                                          | 東芝音楽工業 / 東芝レコード | 東芝音楽工業 / 東芝レコード                                                                                      | 東芝音楽工業 / 東芝レコード | 東芝音楽工業 / 東芝レコード | 東芝音楽工業 / 東芝レコード |
| -------------------------------------------------------------------- | --------------------------- | --- | --- | --- | --------------------------- |
| 1st                                                                  | 1968年6月10日               | ズッコケちゃん                                                                                                   | ズッコケちゃん 作詞：なかにし礼 作曲：不詳 池すすむ採譜 編曲：萩原哲晶                                                                      | デビュー曲として発表されたが、B面の「いい湯だな」の方が大ヒットしてしまったため、「いい湯だな/ズッコケちゃん」と紹介しているサイトもある。 | 44位                        |
| 1st                                                                  | 1968年6月10日               | ズッコケちゃん                                                                                                   | いい湯だな (ビバノン・ロック) 作詞：永六輔 作曲：いずみたく 編曲：萩原哲晶                                                                  | 「にほんのうた」シリーズ。別バージョン・ビバノンロック。オリジナルはデューク・エイセスの楽曲である。 1997年に日本石油のコレカードのCMソングとして替え歌で歌った。これは、2000年に発売されたベストアルバム『ドリフだョ!全員集合 青盤』に収録されたため、入手可能である。なお、これが5人で歌った最後で且つ最新音源で、曲中にナレーションが入っている。                     | 44位                        |
| 2nd                                                                  | 1969年5月1日                | ミヨちゃん | ミヨちゃん 作詞・作曲：平尾昌晃 編曲：川口真                                                                                                | オリジナルは平尾昌晃の楽曲。 1995年に加藤茶が別バージョン「RAP MIYO-CHAN」を発表した。 | 11位                        |
| 2nd                                                                  | 1969年5月1日                | ミヨちゃん | のってる音頭 作詞：なかにし礼 日本民謡 編曲：川口真                                                                                         | 原曲は秋田県民謡の「秋田音頭」。 アラン・リックマン主演映画『スノーケーキを君に』のなかで、シガニー・ウィーバーがこの曲に合わせ踊るシーンがある。 | 11位                        |
| 3rd                                                                  | 1969年11月1日               | ドリフのズンドコ節                                                                                               | ドリフのズンドコ節 作詞・作曲：不詳 補作詞：なかにし礼 編曲：川口真                                                                         | 原曲は「海軍小唄」。 荒井注が脱退した後の1978年には、4番の荒井のソロパートを志村けんの声に差し替えた「志村けんバージョン」が「ゴー・ウェスト」のB面に収録されている。 | 2位                         |
| 3rd                                                                  | 1969年11月1日               | ドリフのズンドコ節                                                                                               | 大変うたい込み 作詞：なかにし礼 日本民謡 編曲：川口真                                                                                       | 原曲は宮城県民謡の「斎太郎節」（「大漁歌い込み」）。 | 2位                         |
| 4th                                                                  | 1970年4月25日               | ドリフのほんとにほんとにご苦労さん                                                                               | ドリフのほんとにほんとにご苦労さん 原詞：野村俊夫 替詞：なかにし礼 作曲：倉若晴生 編曲：川口真                                              | 原曲は「軍隊小唄」。 | 4位                         |
| 4th                                                                  | 1970年4月25日               | ドリフのほんとにほんとにご苦労さん                                                                               | 冗談炭坑節 作詞：なかにし礼 日本民謡 編曲：川口真                                                                                           | 原曲は福島県民謡の「常磐炭坑節」。 | 4位                         |
| 5th                                                                  | 1970年11月5日               | 誰かさんと誰かさん                                                                                               | 誰かさんと誰かさん 作詞：なかにし礼 スコットランド民謡 編曲：川口真                                                                         | 原曲は「ライ麦畑を通り抜け」（日本では「故郷の空」として知られる）。 | 3位                         |
| 5th                                                                  | 1970年11月5日               | 誰かさんと誰かさん                                                                                               | ドリフのおこさ節 作詞：なかにし礼 日本民謡 編曲：川口真                                                                                     | 原曲は秋田県民謡の「おこさ節」。 | 3位                         |
| 6th                                                                  | 1971年5月5日                | ドリフのツンツン節                                                                                               | ドリフのツンツン節 作詞：なかにし礼 作曲：不詳 編曲：川口真                                                                                 | 原曲は各学校で伝承曲として歌われている「ツンツン節」。 | 18位                        |
| 6th                                                                  | 1971年5月5日                | ドリフのツンツン節                                                                                               | ドリフ音頭 北海盆歌より 作詞：なかにし礼 日本民謡 編曲：川口真                                                                              | 原曲は北海道民謡の「北海盆唄」。 | 18位                        |
| ワーナー・ブラザース・パイオニア いかりや長介とザ・ドリフターズ 名義 |                             | | | |                             |
| 7th                                                                  | 1971年12月20日              | ドリフのツーレロ節                                                                                               | ドリフのツーレロ節 作詞：なかにし礼 作曲：不詳 編曲：川口真                                                                                 | 原曲は美ち奴の「シャンラン節」。 | 52位                        |
| 7th                                                                  | 1971年12月20日              | ドリフのツーレロ節                                                                                               | ドリフのラバさん 作詞：石田一松 補作詞：なかにし礼 作曲：石田一松 編曲：川口真                                                              | 原曲は石田一松の「酋長の娘」。 | 52位                        |
| 東芝音楽工業 / 東芝レコード                                          |                             | | | |                             |
| 8th                                                                  | 1972年4月25日               | ドリフの真赤な封筒                                                                                               | ドリフの真赤な封筒 作詞：永田哲夫 補作詞：なかにし礼 ハワイ民謡 編曲：川口真                                                                | 原曲はアメリカのコミックソング「オー・バイ・ジンゴ」。日本では1937年に灰田勝彦の歌唱によって「真赤な封筒」として発表され、その永田哲夫による日本語詞をなかにし礼が更にコミカルにアレンジしている。 ジャケットに「ハワイ民謡」とクレジットされているが、実際はアルバート・フォン・ティルツァー作曲である。 ハワイアンタッチのシングルヴァージョンとは別テイクが存在する。 | 32位                        |
| 8th                                                                  | 1972年4月25日               | ドリフの真赤な封筒                                                                                               | ドリフのピンポンパン 作詞：阿久悠 作曲：小林亜星 編曲：川口真                                                                               | 原曲はフジテレビで当時放送されていた子供番組『ママとあそぼう!ピンポンパン』の中の楽曲「ピンポンパン体操」。 | 32位                        |
| 東芝音楽工業 / 東芝レコード いかりや長介とザ・ドリフターズ 名義      |                             | | | |                             |
| 9th                                                                  | 1973年6月10日               | 〜8時だヨ!全員集合大特集 チョットだけヨ!全員集合 / 「にほんのうた」シリーズ"いい湯だな"より ドリフのビバノン音頭 | 〜8時だヨ!全員集合大特集 チョットだけヨ!全員集合 作詞：上野冷児・松原雅彦 日本民謡 編曲：たかしまあきひこ                                   | | 21位                        |
| 9th                                                                  | 1973年6月10日               | 〜8時だヨ!全員集合大特集 チョットだけヨ!全員集合 / 「にほんのうた」シリーズ"いい湯だな"より ドリフのビバノン音頭 | 「にほんのうた」シリーズ"いい湯だな"より ドリフのビバノン音頭 作詞：永六輔 替詞：上野冷児・松原雅彦 作曲：いずみたく 編曲：たかしまあきひこ | | 21位                        |
| 東芝EMI / 東芝レコード いかりや長介とザ・ドリフターズ 名義           |                             | | | |                             |
| 10th                                                                 | 1976年3月20日               | ドリフのバイのバイのバイ                                                                                         | ドリフのバイのバイのバイ 原作詞：添田さつき 作詞：森雪之丞 外国曲 編曲：森岡賢一郎                                                          | 原曲は「パイのパイのパイ」（東京節）。 本曲より志村けんが参加。 | 90位                        |
| 10th                                                                 | 1976年3月20日               | ドリフのバイのバイのバイ                                                                                         | ドリフの英語塾 作詞・作曲：森雪之丞 編曲：宮川泰                                                                                            | | 90位                        |
| 東芝EMI / 東芝レコード                                               |                             | | | |                             |
| 11th                                                                 | 1976年9月5日                | 加藤茶のはじめての僕デス / 志村ケンの全員集合 東村山音頭                                                         | 加藤茶のはじめての僕デス 作詞：関沢新一 作曲：中沢勝彦 編曲：たかしまあきひこ                                                               | オリジナルは東京放送児童合唱団時代の宮本浩次の楽曲。 | 8位                         |
| 11th                                                                 | 1976年9月5日                | 加藤茶のはじめての僕デス / 志村ケンの全員集合 東村山音頭                                                         | 志村ケンの全員集合 東村山音頭 作詞：土屋忠司 作曲：細川潤一 補作詞・補作曲：いかりや長介・志村けん 編曲：たかしまあきひこ                   | 原曲は三橋美智也と下谷二三子の「東村山音頭」。 | 8位                         |
| 12th                                                                 | 1978年4月20日               | ゴー・ウエスト                                                                                                   | ゴー・ウエスト 作詞：下山啓・田村隆 作曲・編曲：たかしまあきひこ                                                                            | | 25位                        |
| 12th                                                                 | 1978年4月20日               | ゴー・ウエスト                                                                                                   | ドリフのズンドコ節 作詞・作曲：不詳 補作詞：なかにし礼 編曲：川口真                                                                         | 1969年リリースの「ドリフのズンドコ節」の志村けんバージョン（詳細は前述）。 | 25位                        |
| サウンズ・マーケッティング・システム                                 |                             | | | |                             |
| -                                                                    | 1980年2月25日               | 「ヒゲ」のテーマ                                                                                                 | 「ヒゲ」のテーマ (ドゥー・ミー) 作曲：K.GAMBLE & L.HUFF 編曲：たかしまあきひこ プロデュース：志村けん                                       | 原曲はテディ・ペンダーグラスが1979年にリリースしたアルバム『Teddy』に収録されている「Do Me」。 演奏はたかしまあきひこ&エレクトリック・シェーバーズが担当。 | 5位                         |
| -                                                                    | 1980年2月25日               | 「ヒゲ」のテーマ                                                                                                 | カラオケ“いい湯だな” | 「いい湯だな」のカラオケバージョン。 | 5位                         |
| 13th                                                                 | 1980年12月21日              | ドリフの早口ことば                                                                                               | ドリフの早口ことば 補作詞：いかりや長介 作曲・編曲：たかしまあきひこ                                                                        | 原曲は1973年にウィルソン・ピケットが発表した楽曲「Don't Knock My Love」。 『全員集合』の「ドリフ聖歌隊」でお馴染みのリズムに乗せて早口言葉を言う。 | 10位                        |
| 13th                                                                 | 1980年12月21日              | ドリフの早口ことば                                                                                               | カラオケドリフの“早口ことば” | 「ドリフの早口ことば」のカラオケバージョン。 | 10位                        |
| -                                                                    | 1982年                      | ドリフのわんダードッグ                                                                                           | ワンダー・ドッグ 作曲・編曲：Harry Thumann                                                                                                  | オリジナルはハリー・トゥマンのプロデュースユニット「Wonder Dog」の「Living on a farm」。『全員集合』では本曲が「ドリフのわんダードッグ」として流され、加藤茶と志村けんが犬のかぶり物をした上で口パクで歌った。曲の特定の場所で変顔をするのが定番となっていた。 | -                           |
| -                                                                    | 1982年                      | ドリフのわんダードッグ                                                                                           | わんダー・ドッグ・ディスコ編 | オリジナルは「Wonder Dog」の「Ruff Mix」。オリジナルのシングルでは本曲がタイトル曲（A面）で「Living on a farm」がB面となっている。 | -                           |

### プロモーション・シングル
| 1970年 | ドリフのほろ酔い小唄 | ドリフのほろ酔い小唄 作詞：青木正義 補作詞：山上路夫 作曲：いずみたく 編曲：萩原哲晶 | 灘の酒造メーカーの組織「甲東会」のPR用に作られたシングルで、利き酒会などでの配布用であり非売品であった。 現在では、2000年に発売されたベストアルバム『ドリフだョ!全員集合 青盤』に収録されている。 2015年からフジテレビで放送されているバラエティー番組「ダウンタウンなう」の企画「本音でハシゴ酒」では、店舗紹介など随所で本曲がBGMとして採用されている。 |

### アルバム

#### オリジナルアルバム
| 枚                                   | 発売日                      | タイトル                    | 備考 |
| 東芝音楽工業 / 東芝レコード          | 東芝音楽工業 / 東芝レコード | 東芝音楽工業 / 東芝レコード | 東芝音楽工業 / 東芝レコード |
| ------------------------------------ | --------------------------- | --------------------------- | --- |
| 1st                                  | 1969年12月                  | ドリフターズ 全員集合!!     | 最初の3枚のシングル両面分6曲に「会津磐梯山」「八木節」を加えた計8曲。その間にドリフによるコントが挟まる形となっている。 2008年10月22日に復刻紙ジャケット仕様のCDアルバムで再リリースされた。 |
| 2nd                                  | 1971年7月                   | ドリフターズ再び全員集合!!  | 前作に続き、「ドリフのほんとにほんとにご苦労さん」以降のシングル3枚両面分の計6曲をA面に、5人のメンバーがそれぞれソロをとる5曲をB面に収録。 2008年10月22日に復刻紙ジャケット仕様のCDアルバムで再リリースされた。 |
| 3rd                                  | 1971年12月                  | ドリフの軍歌だよ全員集合!!  | 軍歌のカバーアルバム。収録曲のうち「ズンドコ節」や「ほんとにほんとにご苦労さん」はシングル発表曲とタイトルは類似するし、シングルとアレンジは変わらないが、間奏のスキャットや合いの手等がなく、元の歌詞で歌われたコミカルさを廃した別のものである。後述のベスト盤である「赤盤」には「酋長の娘」以外の9曲のみが収録された。 2008年10月22日に復刻紙ジャケット仕様のCDアルバムで再リリースされた。 |
| サウンズ・マーケッティング・システム |                             |                             | |
| 4th                                  | 1981年1月21日               | ドリフの早口ことば          | |

#### ベストアルバム
| 枚                                                | 発売日                 | タイトル                                                                  | 備考 |
| 東芝EMI / 東芝レコード                            | 東芝EMI / 東芝レコード | 東芝EMI / 東芝レコード                                                    | 東芝EMI / 東芝レコード |
| ------------------------------------------------- | ---------------------- | ------------------------------------------------------------------------- | --- |
| 1st                                               | 不明                   | ザ・ドリフターズ ゴールデン・ディスク                                     | |
| 2nd                                               | 1976年11月5日          | 全員集合 ベスト・オブ・ドリフターズ                                       | |
| 3rd                                               | 1989年7月12日          | ビッグ・アーティスト・ベスト・コレクション ザ・ドリフターズ               | |
| 4th                                               | 1991年12月18日         | ドリフのシングルコレクション                                              | |
| 5th                                               | 2000年11月16日         | ドリフだョ!全員集合 赤盤                                                  | シングルやLPの音源はもちろん、ソノシートの音源などをも収録し、ドリフのほとんどの曲が網羅されている。 赤盤・青盤とも、解説の最後のページに、「荒井注さんのご冥福を謹んでお祈りいたします。」と書かれている。 |
| 6th                                               | 2000年11月16日         | ドリフだョ!全員集合 青盤                                                  | シングルやLPの音源はもちろん、ソノシートの音源などをも収録し、ドリフのほとんどの曲が網羅されている。 赤盤・青盤とも、解説の最後のページに、「荒井注さんのご冥福を謹んでお祈りいたします。」と書かれている。 |
| 渡辺音楽出版                                      |                        |                                                                           | |
| 7th                                               | 2004年11月25日         | ザ・ドリフターズ ゴールデン☆ベスト                                        | |
| 東芝EMI / 東芝レコード                            |                        |                                                                           | |
| 8th                                               | 2005年11月16日         | ドリフ映画ダョ!全員集合                                                   | |
| ユニバーサル ミュージック ジャパン / 渡辺音楽出版 |                        |                                                                           | |
| 9th                                               | 2016年2月10日          | ザ・ドリフターズ ヒットコレクション〜ドリフだョ!なかにし礼だョ!全員集合〜 | なかにし礼が作詞を手掛けた多くの楽曲を収録したベストアルバム。 |

### CD-BOX
| 枚                                                | 発売日                                            | タイトル                                          | 備考 |
| ユニバーサル ミュージック ジャパン / 渡辺音楽出版 | ユニバーサル ミュージック ジャパン / 渡辺音楽出版 | ユニバーサル ミュージック ジャパン / 渡辺音楽出版 | ユニバーサル ミュージック ジャパン / 渡辺音楽出版                                                               |
| ------------------------------------------------- | ------------------------------------------------- | ------------------------------------------------- | --- |
| 1st                                               | 2013年12月11日                                    | コンプリート・シングル・ボックス                  | タワーレコード及びタワーレコードオンライン限定発売。 『「ヒゲ」のテーマ』と「ドリフのわんダードッグ」は未収録。 |

### ソノシート
- ドリフターズのおもしろことばあそび 小学1年生 1970、1971年11月号
- ドリフターズのおわらい新幹線 小学4年生 1972、1973年11月号（72年は坂口良子も出演）

## タイアップ
| 楽曲                                                          | タイアップ                                                                             |
| ------------------------------------------------------------- | -------------------------------------------------------------------------------------- |
| ズッコケちゃん                                                | 映画『ドリフターズですよ!特訓特訓また特訓』挿入歌                                      |
| ミヨちゃん                                                    | 映画『ドリフターズですよ!全員突撃』挿入歌 映画『ミヨちゃんのためなら全員集合!!』主題歌 |
| ドリフのズンドコ節                                            | 映画『ズンドコズンドコ全員集合!!』主題歌                                               |
| 誰かさんと誰かさん                                            | 映画『誰かさんと誰かさんが全員集合!!』主題歌                                           |
| ドリフのツンツン節                                            | 映画『ツンツン節だよ全員集合!!』主題歌                                                 |
| 〜8時だヨ!全員集合大特集 チョットだけヨ!全員集合              | TBS系『8時だョ!全員集合』オープニングテーマ                                            |
| 「にほんのうた」シリーズ"いい湯だな"より ドリフのビバノン音頭 | TBS系『8時だョ!全員集合』エンディングテーマ                                            |
| 加藤茶のはじめての僕デス                                      | NHK『みんなのうた』より                                                                |
| ゴー・ウエスト                                                | TBS系『飛べ孫悟空』挿入歌                                                              |

### その他
- 『8時だョ!全員集合』のオープニングテーマ
  - 原曲：「北海盆唄」
- 『ドリフ大爆笑』のテーマ
  - 初代：「月月火水木金金」の替え歌。1977年のみ。
  - 2代目：「隣組」の替え歌。1978年から使われ、2代目の方が世間的に広く親しまれたが、特に1983年に始めて使われたバージョンは翌年以降もオープニング曲として固定された。2003年に20年ぶりに再現した。
    - 歌い入り物はレコード及びCD化はされていない。しかしながらイントロを「ラーミーファ#ーソラーラソファ#ソファ#レラー」部分までカットしたインストバージョン（カラオケバージョンと言ってもよい）は、『ドリフ大爆笑』のDVD-BOXのメニュー時のBGMとして流れている。
- 『日曜日だョ!ドリフターズ!!』のオープニングテーマ
  - 「月月火水木金金」の替え歌（上記『ドリフ大爆笑』のテーマとは歌詞が異なる）。

等々。
（1970年代、レコード発売時に「いかりや長介とザ・ドリフターズ」名義で暫く活動していた）

## 書籍
2000年代に至るまで、自伝や関係者による回顧、分析・評論・解説本が様々出版されたが、下記を除いて古本屋でも入手が難しい書籍が多い、ここではメンバーの書籍とメンバーの掲載誌(他者の評論解説本などではなく直接登場したもの)、もしくは関係者による書籍を扱う。また60年代から80年代にかけて小学館の学年別学習雑誌に幾度となく登場していた。
- 週刊平凡1967年12月7日号"表紙はしゃべる”
- 榎本有也「漫画ドリフターズ」（週刊少年ジャンプ1970年 - 1975年）
- 『まんが全員集合ザ・ドリフターズ101のひみつ』（小学館、全2巻、1976年 - 1977年）
- 週刊平凡 1977年5月12日号 特別座談会
- 週刊テレビガイド1979年12月28日号 "ドリフの爆笑座談会"
- ドリフの早口ことば（KKダイナミックセラーズ、1981年）
- いかりや長介『だめだこりゃ』（新潮社、2001年）

2003年に表紙の写真も一新され、新潮文庫で再出版されている。また、2004年のいかりやの死去直後に再出版。新潮文庫電子版が2011年10月に発売されており2016年現在入手可能。
なお、息子のいかりや浩一も父の没後に父の長介について書いた書籍を出版しており、現在も入手可能である。
- 志村けん『変なおじさん』（日経BP、1998年）、『変なおじさんリターンズ』（日経BP、2000年）

新潮文庫より2冊の合本『変なおじさん完全版』（新潮社、2002年）が発売された。
- 高木ブー『第5の男』（朝日新聞社、2003年）

ドリフ結成年次がちょうど1年ずれている。1年プラスすれば、他の文献と整合が取れるため、これは誤植である。
- 居作昌果『8時だョ!全員集合伝説』（双葉社、1999年）

全員集合のプロデューサーからの視点が記されている。2001年に双葉文庫版が発売された。
- 朝日新聞「ドリフの時代、その音楽」（2020年5月26日 - 6月12日）

山本直純が手掛けた全員集合の音楽の舞台裏や荒井のマネージャーの証言などで構成。
※各文献間で、記述の矛盾がある（例えば「高木ブーの中央大学卒業」の部分は『だめだこりゃ』では中退をしたこととなっており、大卒メンバーは荒井・仲本だけとなっているなど）。
- 高橋利明らによる全員集合の回想[102]